# 松坂屋

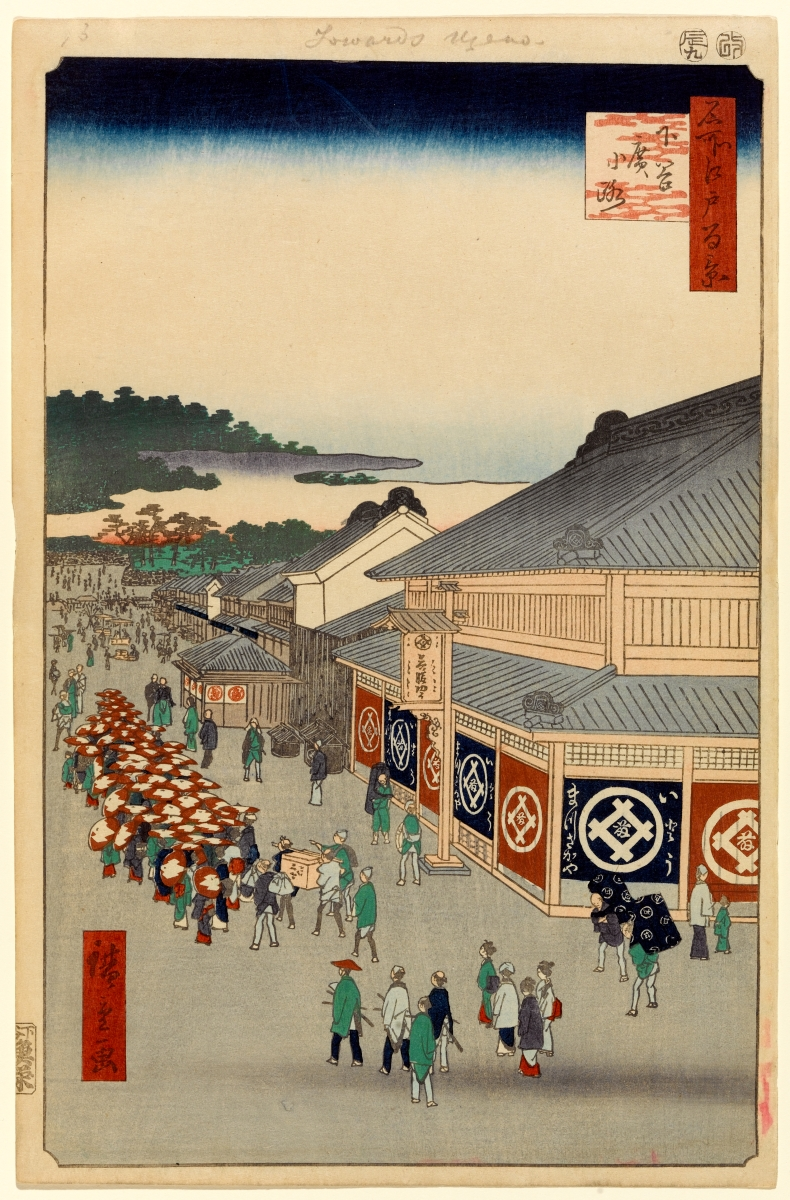
1856年（歌川広重画）

松坂屋（まつざかや、Matsuzakaya）は、J.フロント リテイリンググループの大丸松坂屋百貨店が運営する日本の百貨店である。
また、株式会社松坂屋（英: Matsuzakaya Co.,Ltd.）は、2010年2月28日までこれを運営していた企業である。
「松阪屋」は誤表記（屋号について参照）。

## 概要
東海地方を地盤とし、呉服店を起源とする老舗の名門百貨店である。名古屋最大の繁華街である栄に本店を置く。本店の名古屋店においては、地域一番店の座を2000年開業のJR名古屋タカシマヤに奪われたものの、とりわけ名古屋市では今なお最有力の百貨店の1つである。イメージフラワーはカトレヤで、キャッチフレーズは「生活と文化を結ぶマツザカヤ」である。三越（現在の三越伊勢丹）や髙島屋などを凌ぎ日本一の売上を誇る百貨店であった時期も存在する。かつては進取の気質に満ち、業界他社に先駆けてエレベーターガール、制服の完全洋装化を採り入れた。
かつては、東海銀行（現・三菱UFJ銀行）・中部電力・東邦瓦斯（東邦ガス）・名古屋鉄道（名鉄）と共に名古屋経済界の中核名門企業、旧「名古屋五摂家」の1社に数えられていた。前身の「いとう呉服店」は、名古屋初の私立銀行である伊藤銀行（→東海銀行→三菱UFJ銀行）や、「名古屋の帝国ホテル」と呼ばれた名古屋観光ホテル、名古屋商工会議所など各企業・団体の設立にも関連した伊藤財閥の源流企業であり、近代の名古屋経済の発展に貢献した有力企業である。地元市民の高齢層では松坂屋のことを「伊藤様」と呼ぶ人もいるほど、愛知県（中京圏）では他店よりも松坂屋が格上の百貨店であるという認識が非常に強く、松坂屋の外商部と取引があることが一種のステイタスとみなされる場合もある。
2005年から2006年にかけて、優良資産に目を付けた村上ファンドが松坂屋の大株主となり、一時経営を揺さぶられた。そのため、機動的かつ柔軟な経営判断ができる体制を構築するとともに、グループ各社の採算性と事業責任の明確化を図ることを目的として、株式移転により「株式会社松坂屋ホールディングス」（松坂屋HD）を設立し、純粋持株会社体制へ移行した。しかし、松坂屋HD発足から1年足らずの2007年9月3日に関西を拠点とする大丸との経営統合を発表。共同持株会社「J.フロント リテイリング株式会社」（JFR）が設立されると、松坂屋HDはJFRに吸収合併され、役目を終えることとなった。2010年3月1日に松坂屋を存続会社として大丸を吸収合併し「株式会社大丸松坂屋百貨店」が発足した。
2010年に百貨店開業から数えて100周年、2011年に「いとう呉服店」創業から数えて400周年、2025年に名古屋店が現在の場所に移転し屋号を「松坂屋」に統一してから数えて100周年を迎えた。

## 沿革
- 1611年（慶長16年）- 伊藤家初代祐道、清須より名古屋本町へ移住。織田家の小姓の子孫である伊藤蘭丸祐道が名古屋本町で 呉服小間物商「いとう呉服店」（ごふくだな）創業。

祐道はのち大坂夏の陣で豊臣方について戦死し、呉服店は一旦閉店となる。
- 1659年（万治2年）- 祐道の遺児・伊藤次郎左衞門祐基が名古屋茶屋町に移転。呉服小間物問屋を再開。
- 1736年（元文元年）- 呉服太物小売商に業態転換。正札販売を開始。徳川家の呉服御用達となる。
- 1740年（元文5年）- 尾張藩の呉服御用となる。
- 1745年（延享2年）- 京都室町錦小路に仕入店を開設。1749年（寛延2年）新町通六角町に移転。
- 1768年5月20日（明和5年4月5日） - 江戸進出。上野の「松坂屋」を買収し、同店を「いとう松坂屋」と改称。（松坂屋 創業157周年）
- 1789年（寛政元年）6月29日 名古屋本店、新築落成開店。
- 1805年（文化2年）- 江戸大伝馬町に木綿問屋 亀店（）を開設。問屋兼業により価格の引き下げを図った。同店の開設に伴い、いとう松坂屋は鶴店（つるだな）と呼称。
- 1834年（天保5年）- 伊藤家、尾張藩主より名字帯刀が許可される。同時に名古屋本店、商号を「伊藤屋」から「いとう」へ変更。
- 1854年（安政元年）- 当主治朗左右衛門の婚礼。その祝儀曲として地歌曲の『花の縁』が吉沢検校により作曲される。
- 1856年（安政3年）- 名古屋車町に木綿問屋「松店」（まつだな）を開設。
- 1871年（明治4年）- 犬山へ出張店を開設。
- 1875年（明治8年）- 大阪進出。高麗橋の呉服店「恵比須屋」を買収の上、新町通に「ゑびす屋いとう呉服店」を開店。
- 1881年（明治14年）- 名古屋茶屋町角に伊藤銀行（現、三菱UFJ銀行）を開業。

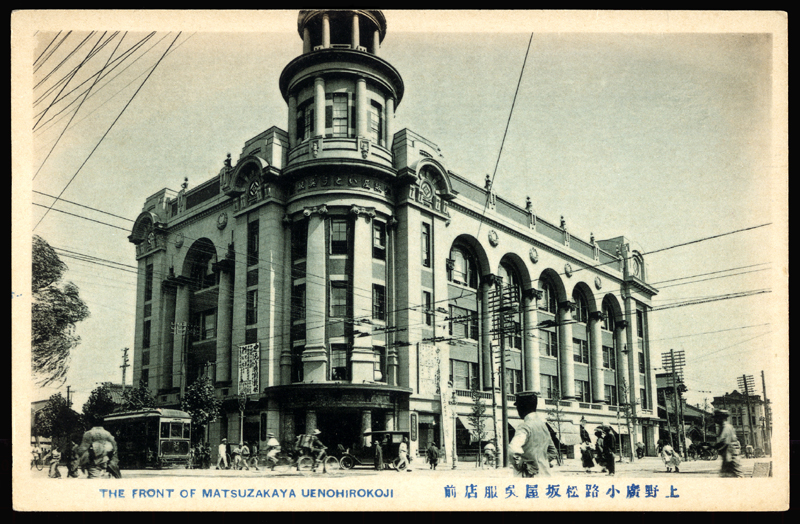
松坂屋東京上野古絵葉書

- 1893年（明治26年）- 伊藤貯蓄銀行（現、りそな銀行）を創立。
- 1900年（明治33年）- 名古屋本店、商号を「いとう」から「いとう呉服店」に変更。
- 1905年（明治38年）- 名古屋本店、業界初のファッションショーを開催。同年10月10日 同店で業界初陳列立売りを開催。
- 1906年（明治39年）- PR誌『衣道楽』を創刊。同年9月 名古屋本店、西店2階にショーケース 東側にウィンドーを設ける。
- 1907年（明治40年）- 上野店を「合資会社松坂屋いとう呉服店」（ごふくてん）[2]に改組。3月14日、「いとう呉服店裁縫所」（常磐女学院の前身）を設立[3][4]。同年4月 上野店、店舗を改装。陳列式で開店。女性店員を採用。
- 1909年（明治42年）- 伊藤産業合名会社設立。同年8月19日 伊藤祐民、日本実業家渡米団に加わり横浜を出帆。
- 1910年（明治43年）2月1日 - 伊藤祐民が「株式会社いとう呉服店」を設立（資本金50万円）[1]。名古屋栄町に百貨店を開業。

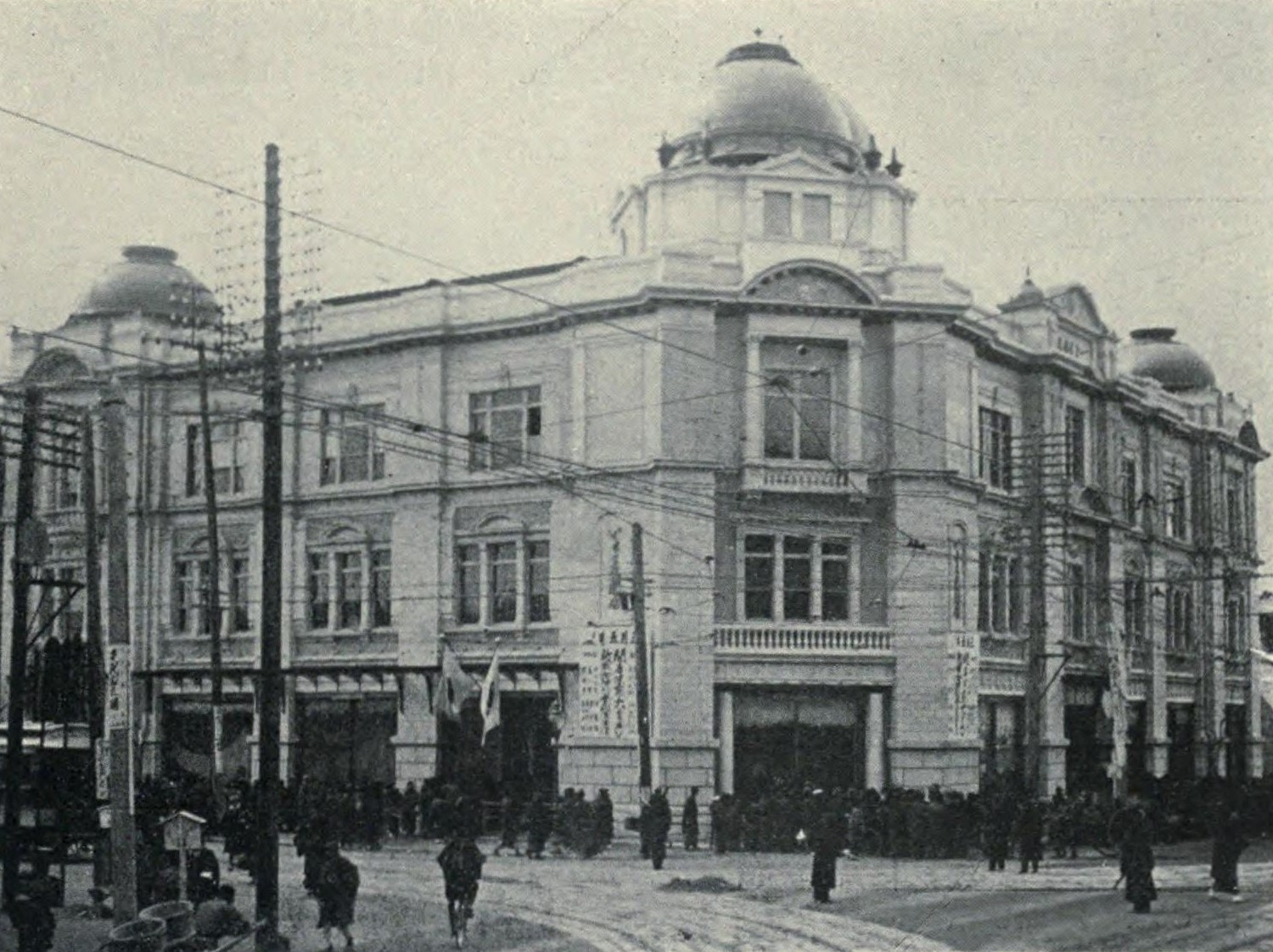
松坂屋名古屋

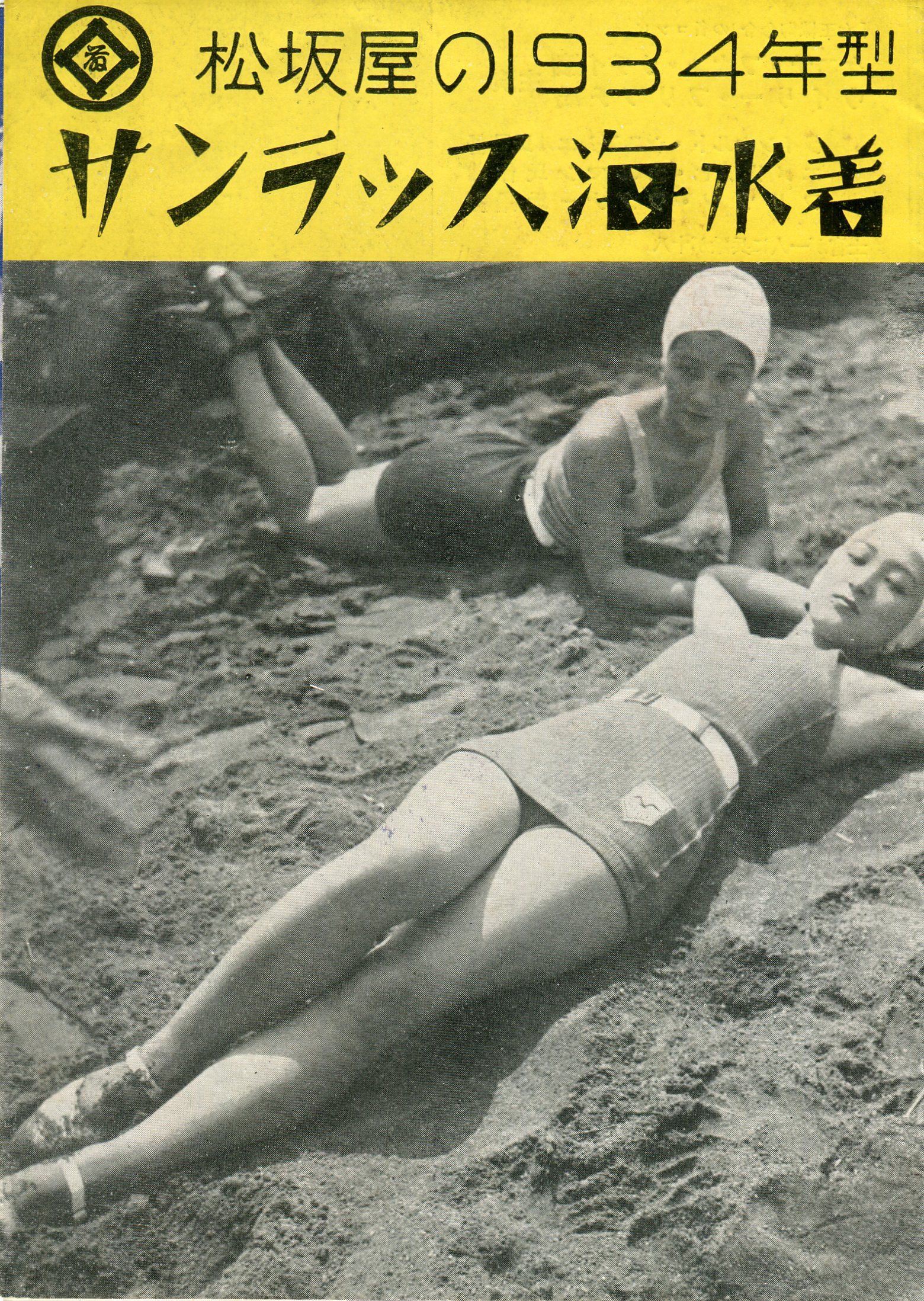
1934年の広告。モデルは黒田記代（手前）と忍節子（後方）

- 1911年（明治44年）- 新年大売り出し、百貨店初の福袋いとう多可良函（宝箱）を発売[5]。 いとう呉服店少年音楽隊結成。後に東京フィルハーモニー交響楽団へと発展。
- 1916年（大正5年）- 上野店、新装開店。
- 1918年（大正7年）- 日本初の制服『規定稿』を制定。
- 1919年（大正8年）- 「五服会」（松坂屋、三越、白木屋、松屋、髙島屋）を結成。
- 1923年（大正12年）- 大阪店、日本橋で営業再開。同年9月2日 上野店、関東大震災で類焼。
- 1924年（大正13年） - いとう呉服店少年音楽隊、第1回選抜中等学校野球大会の開会式の演奏を行う[6]。銀座店が開店。日本の百貨店初の土足入場可能な百貨店となった。同年 五服会を『日本百貨店協会』に改称。
- 1925年（大正14年）- 全店の名称を「松坂屋」に統一。この頃からビルマ独立運動家を支援する。名古屋本店、南大津町に新店舗開店。
- 1928年（昭和3年）- PR誌『マツザカヤ』が創刊。
- 1929年（昭和4年）- 上野店、新築開店。日本初のエレベーターガールが登場。
- 1930年（昭和5年）- 上野店、東京地下鉄道線（同社は後の帝都高速度交通営団、現在の東京地下鉄〈東京メトロ〉。路線は現在の東京メトロ銀座線）上野広小路駅と直結(日本の大手百貨店初)。同年3月3日 銀座店に『お好み食堂』を新設。
- 1931年（昭和6年）- 上野店に『お子様ランチ』が登場。
- 1932年（昭和7年）- 『松坂屋美術』を創刊。同年『日本百貨店協会』が自制案を発表・実施。
- 1933年（昭和8年）- 社会福祉法人『衆善会』を設立。
- 1935年（昭和10年）- かな文字「マツサカヤ」をローマ字の「MATUZAKAYA」の店名文字制定。
- 1936年（昭和11年）- 名古屋本店、初の地下食料品売場『東西名物街』（名店街）を開設。（日本の大手百貨店初のデパ地下が誕生。）
- 1937年（昭和12年）- 名古屋本店、増改築工事全館落成。同年3月5日 大阪店、本館増築第3期工事落成。
- 1945年（昭和20年）- 名古屋本店、銀座店、静岡店が太平洋戦争の空襲により全焼。同年8月15日 終戦を迎える。
- 1948年（昭和23年）- 一般から一等賞金10,000円の宣伝標語を公募、茨城県在住の男性が考案した「生活と文化を結ぶ松坂屋」が一等に選ばれ、宣伝広告などで使われる。
- 1951年（昭和26年）- 松坂屋のテーマミュージックを制定。（作曲:芥川也寸志）
- 1952年（昭和27年）- 銀座店、全館完成。
- 1953年（昭和28年）- 名古屋本店、全館改修工事が完了し、外壁も一新。
- 1956年（昭和31年）- 静岡店、新館落成。
- 1957年（昭和32年）- 上野店、南館の増築が完了。同年6月28日カトレヤをシンボルフラワーに制定。同年10月1日 カトレヤ図案包装紙の使用を開始。同年11月18日 京都染織参考館を設置。
- 1959年（昭和34年）- 上野店、外装工事が完了。
- 1961年（昭和36年）- ニナ・リッチ（フランスのオートクチュール）と独占契約[7]。※現在は 伊藤忠商事。
- 1962年（昭和37年）- カトレヤ・アイ・キャッチャー制定。
- 1964年（昭和39年）- 「松坂屋CMソング」制定。（作詞:永六輔、作曲:中村八大）。同年9月ヘンリー・プール社（イギリス紳士服テイラー）と提携。同年9月29日 銀座店、増改築が完了。同年9月30日 名古屋本店、本館増築完了。

松坂屋CMソング「振り向けば松坂屋」誕生（作詞 永六輔、作曲 中村八大）。
1964年東京オリンピックの日本選手団の制服(平常ブレザー)を上野店が製作受注(開会式・閉会式の公式ブレザーではない）、選手村に百貨店で唯一の売店を銀座店が出店し、衣料品や土産を販売。
- 1965年（昭和40年）- 松坂屋提供 中部日本放送（CBCラジオ）制作のラジオ番組『0時半です松坂屋ですカトレヤミュージックです』が放送開始。
- 1966年（昭和41年）- 大阪店、天満橋に移転。
- 1967年（昭和42年）- 名古屋市営地下鉄矢場町駅 松坂屋出入口通路を開設。同年11月1日 『松坂屋ストアー』を設立。
- 1970年（昭和45年）- 大丸と商品面で業務提携。
- 1971年（昭和46年）- 岡崎店が開店。同年4月10日 新包装紙、ショッピングバッグ、全店一斉に使用。同年11月17日 名古屋本店、増改築完了。(売り場面積 38448㎡)。
- 1972年（昭和47年）- 名古屋本店北館を増築（リビンザ）。大丸CBSグループに参加し共同配送等業務提携。
- 1973年（昭和48年）- 「マツザカヤ友の会」発足。
- 1974年（昭和49年）- 札幌店が開店。同年10月10日くずは店が開店。同年11月29日名古屋駅店が開店。
- 1975年（昭和50年）- 香港店が開店。
- 1978年（昭和53年）- パリ店が開店。
- 1979年（昭和54年）- 高槻店が開店。
- 1980年（昭和55年）- 上野店、外装工事が完了。同年10月2日ロサンゼルス店が開店。
- 1981年（昭和56年）- 名古屋本店、年間(暦年)売上高 一千億円を突破(中部地区初)。
- 1985年（昭和60年）1月、16代 伊藤次郎左衞門会長の死去により鈴木正雄が会長に就任。同年4月、臨時取締役会で創業者一族の当時の17代 伊藤次郎左衞門（鈴三郎）社長を会長に退かせて鈴木正雄が社長に就任する。その後 1991年に再度会長就任。
- 1988年（昭和63年）- 名古屋本店、グルメワールド(マツザカヤ食品館)がオープン。
- 1989年（平成元年）- サンフランシスコ店が開店。
- 1991年（平成3年） - 名古屋本店南館を増築。「松坂屋美術館」を開設。同年11月28日 複合ビル「パークプレイス」が完成。
- 1996年（平成8年）- 静岡店、北館がオープン。
- 1997年（平成10年）11月 - 鈴木正雄、総会屋への利益供与事件で相談役を辞任する。
- 2003年（平成15年）- 名古屋店南館拡張。東武百貨店池袋本店を抜き日本最大の百貨店となった。
- 2005年（平成17年）- 豊富な含み資産に目を付けた村上ファンドに株式の約10%を買い占められ、経営混乱。小学生向けの将棋大会「上野 松坂屋 将棋大会」を開催してきた功績により第12回大山康晴賞を日本将棋連盟から授賞された。
- 2006年（平成18年）9月1日 - 純粋持株会社「株式会社松坂屋ホールディングス」設立。株式移転方式で持ち株会社体制に移行した。
- 2007年（平成19年）大丸と「経営統合に関する基本合意」締結。同年9月3日 『J．フロントリテイリング』を設立。
  - 9月3日 - 大丸との共同持株会社「J.フロント リテイリング株式会社」を設立。松坂屋ホールディングスは上場廃止。
  - 11月1日 - J.フロント リテイリングが松坂屋ホールディングスを吸収合併。松坂屋はJ.フロント リテイリングの直接子会社となる。
- 2010年（平成22年）3月1日 - 当社を存続会社として株式会社大丸を吸収合併し、「株式会社大丸松坂屋百貨店」に商号変更。高槻店が、大丸京都店の分店扱いとなる。

- 2021年（令和3年）9月30日 - 豊田店が閉店。
- 2025年 (令和7年)
  - 5月1日 - 名古屋本店が南大津町への移転から100周年を迎えた[9]。
  - 2025年7月30日 - ショッピングバッグと包装紙のデザインを23年ぶりに刷新[10]。

## 屋号について

ロゴマーク

三重県にある「松阪市」と混同して、しばしば松阪屋と誤表記される（坂と阪の違い）。また、マークが松阪商人の三井家の家紋と酷似していることも一因である。
もともとこの百貨店の屋号は伊藤財閥の創業者・伊藤蘭丸祐道の苗字から採ったいとう屋であった。この伊藤蘭丸祐道の祖先は織田信長の小姓をしていたとされる。「いとう丸」と呼ばれるマークは、丸の中に「井桁」と「藤」を描いたもので、「井」＋「藤」で「いとう」を表している。
「松坂屋」のそもそもの由来は、1707年に伊勢松坂（現・松阪市）出身の商人・太田利兵衛が今日の上野店の前身となる呉服店を開業、自分の出身地名から松坂屋と名付けたことによるもの。当時の松坂は木綿（松阪木綿）の主要な供給地で、呉服の原料として縁があった訳である。
1767年、いとう屋が松坂屋を買収した際、江戸の屋号はそのまま「松坂屋」を使用したが、これは既に江戸市中に松坂屋の名前が知れ渡っていたため、本来の「いとう屋」に変更するよりも得策と判断したからである（同様の例に、横浜発祥の松屋がある）。大阪進出の際も同様の理由により買収した「ゑびす屋」をそのまま使用したが、全店舗で屋号を統一する事となった際に全国チェーンを睨んだ結果、東京で使用されてきた「松坂屋」が採用される事となり、現在に至る。

### 松坂屋お家騒動
第二次世界大戦後会社の命運を分ける二つのお家騒動が勃発した。
最初のお家騒動は1980年に当時社長であった伊藤鈴三郎が兄に当たる16代伊藤次郎左衞門会長と鈴木正雄の共謀により解任させられた宮廷革命と称されるものである。
これは伊藤鈴三郎体制下による拡大路線の反動で発生した札幌松坂屋の失敗や業績が芳しくなかった横浜野沢屋の救済で本体の悪影響を及ぼしたという点が表向きの理由ではあるが、16代次郎佐衛門会長が息子の伊藤洋太郎にいち早く後継者としたい意図に鈴木正雄が乗ったことが定説である。
第二のお家騒動は宮廷革命と同様に鈴木正雄によるものであった。1985年4月、名古屋の松坂屋本店で開かれた臨時取締役会で、16代伊藤次郎左衞門会長の死去によりわずか3カ月前に副社長から会長に就任したばかりの鈴木正雄が社長に収まり、松坂屋創業以来370年余りの歴史の中で起こりえなかった創業家の伊藤洋太郎（17代伊藤次郎左衞門）社長が代表権のない会長に棚上げされる人事が電撃的に決まる。鈴木本人は「私は工作などしていない。皆に推された」と否定したが、腹心の役員らと連携し自らが実権を握る事実上のクーデターであり、松坂屋のお家騒動として全国的に注目された。その後も1991年に再度会長就任、1993年から相談役と鈴木は実権を握り続けるが、1997年11月総会屋への利益供与事件で辞任する
。

## 店舗

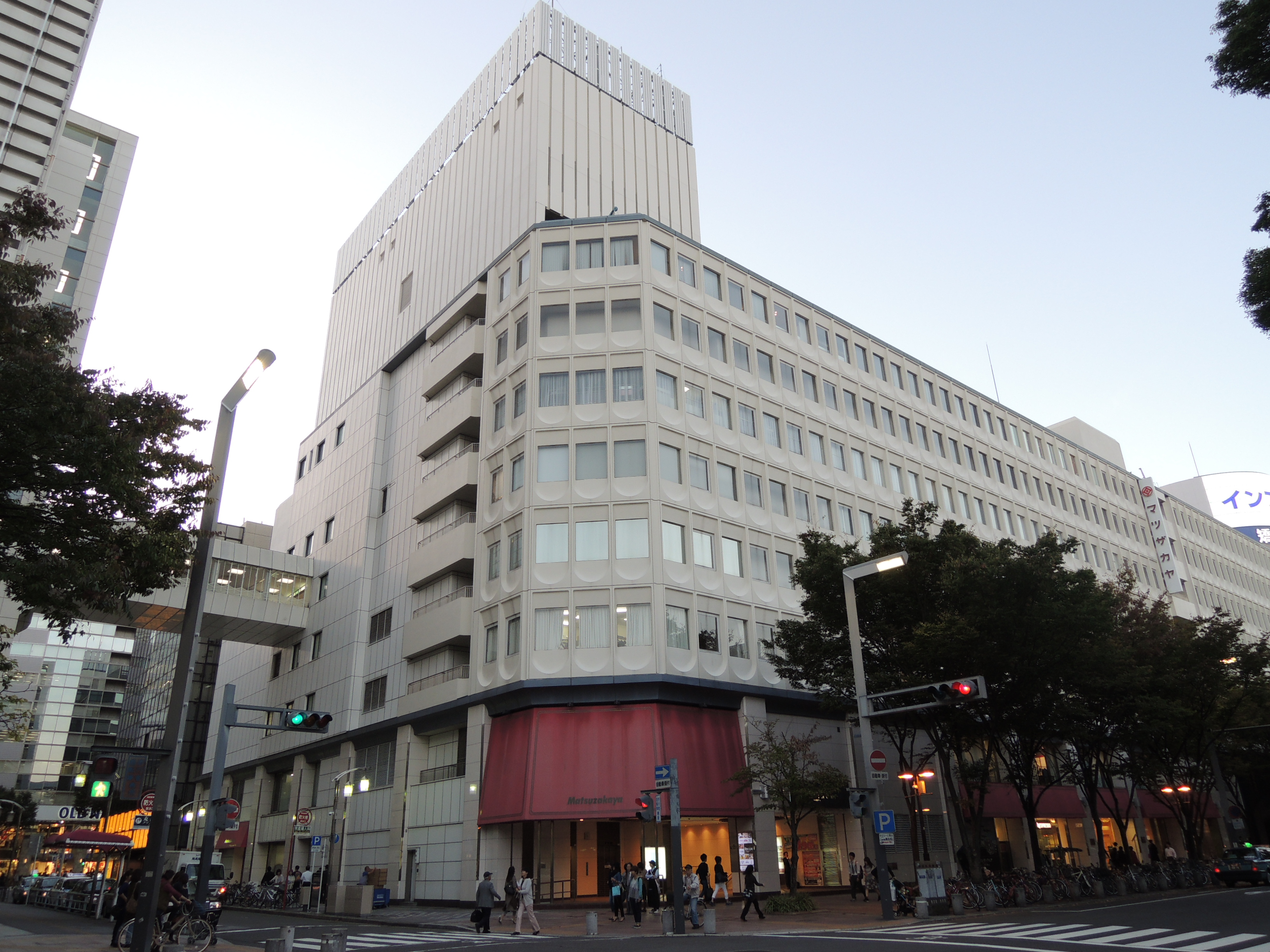
名古屋店　北館　GENTAリニューアル前

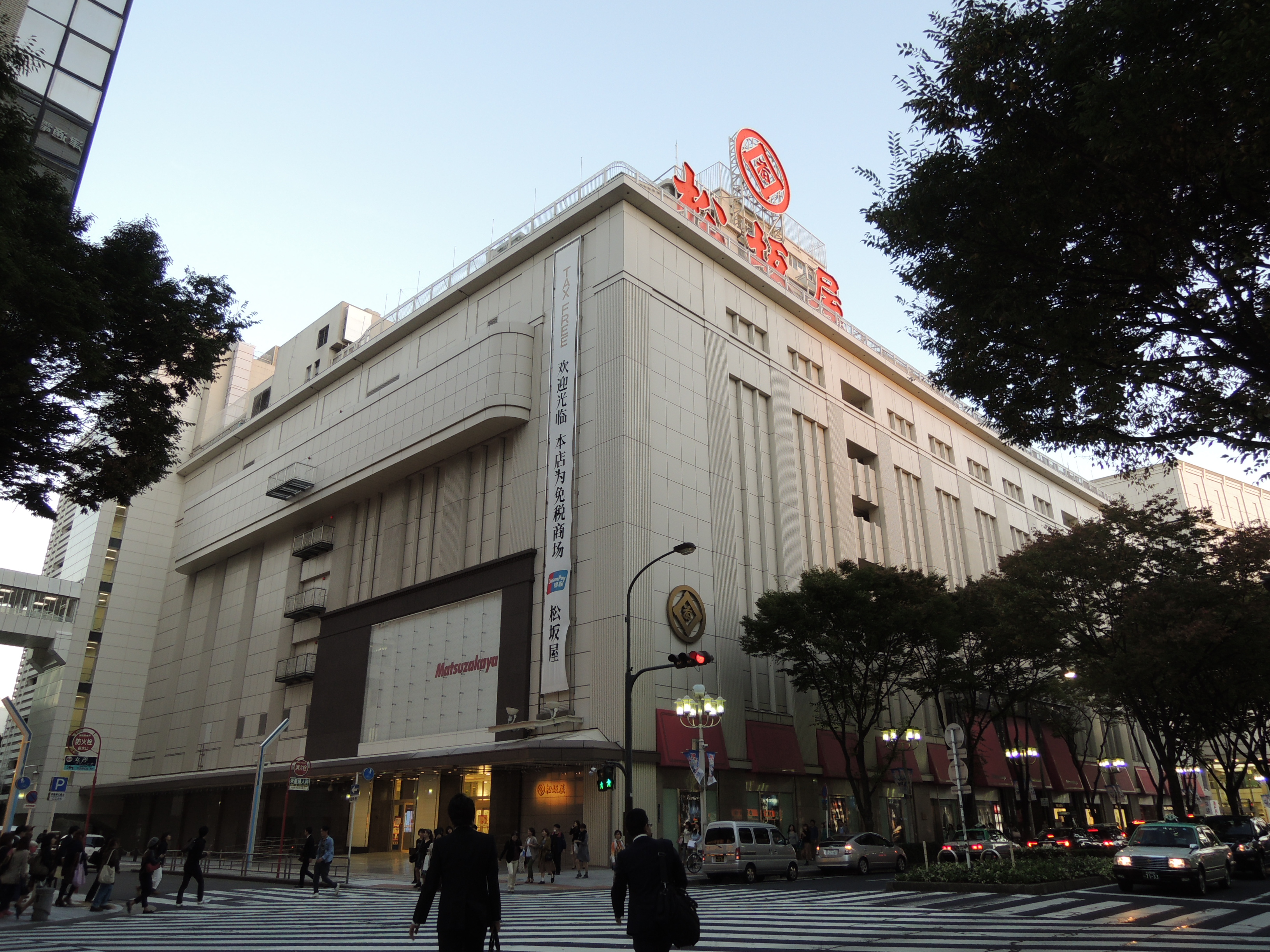
名古屋店　本館　大津通側から

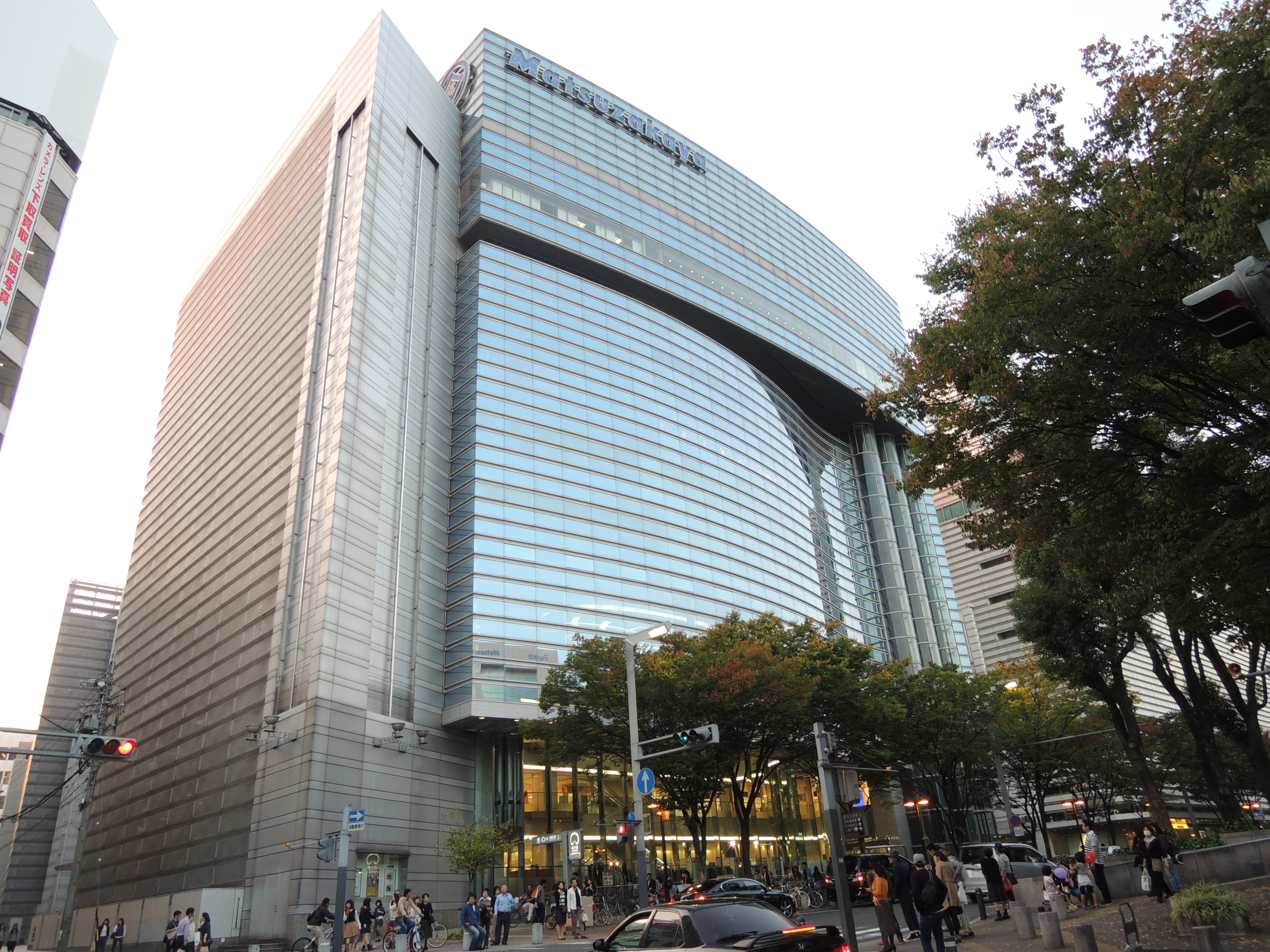
名古屋店　南館

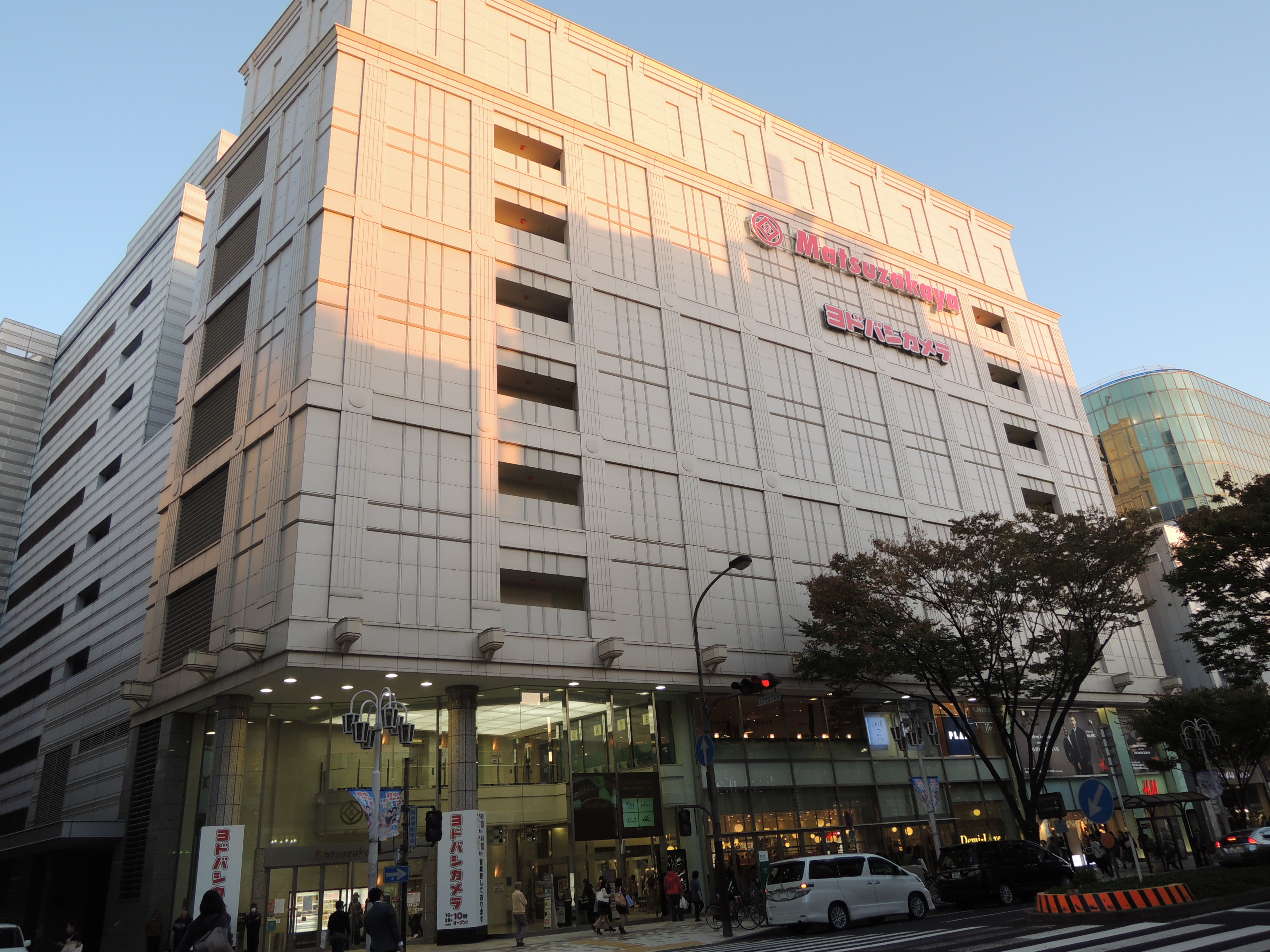
名古屋店　新・南館
ヨドバシカメラのロゴも併記

### 名古屋本店
1611年「いとう呉服店」創業（本町）。
1659年 呉服小間物問屋を開業（茶屋町　中区丸の内二丁目5番10号　現.アイリス愛知）。
1910年「株式会社いとう呉服店」を創立。栄町に進出（中区栄三丁目4番5号　現.スカイルの位置）。ルネサンス風の3階建て洋館。
1925年　名古屋　南大津町（現在地）へ移転。
1945年　名古屋大空襲による戦災で、四階以上内部を焼失。
名古屋市中区栄三丁目16番1号
（名古屋市営地下鉄名城線矢場町駅5・6番出口）
店舗面積86,758m2。
名古屋最大の繁華街である栄に位置する松坂屋の旗艦店で、大丸との経営統合後は「本店」の呼称は使われなくなった（ただし大丸との経営統合後も常連の買い物客からは、以前同様に「本店」と呼ばれる）。本館・南館・北館の3館で構成され、北館はかつて阪急東宝グループの映画館エンゼル東宝が入っていた共同ビルのため、現在でも店舗設置者に阪急阪神東宝グループが含まれる。
2003年の南館増床以降は、2014年にあべのハルカス近鉄本店(100,000m2)が開店するまで店舗面積が日本一であった。
2011年春から大規模改装工事が行われ、翌2012年4月28日に第1期分が完了した。南館では2011年9月14日、4階に「松坂屋写真室」がオープンし、証明写真や出張撮影を含む各種記念写真を取り扱っている。さらに、翌2012年3月2日に、銀座店と大丸各店で展開されているヤングレディスファッション売場「ufufu girls（うふふガールズ）」を2階に開設、また4月21日にH&Mが「国内最大の店舗面積」を唱って、1階と地下1階に出店した。なお、本館・南館・北館の外観はそれぞれ異なっており、南館はさらに、先にオープンした久屋大通沿いと、増床による大津通沿い（新・南館）で外観が全く異なっている（新・南館の外観は本館・大津通沿いの外観に似せてデザインされた）。
2013年3月20日にはオアシス21にあったポケモンセンターが本館5階に移転オープンしている。
名古屋市内の主要百貨店として、名鉄百貨店本店・丸栄・名古屋三越（栄店、星ヶ丘店）・（ＪＲ）ジェイアール名古屋タカシマヤ（髙島屋）と共に4M1Tと並び称される。（丸栄廃業後は3M1T)。長年にわたって市内の百貨店で最も売上の多い地域一番店として君臨したが、2011年3月の月間売上高において初めてジェイアール名古屋タカシマヤに逆転を許すとともに、さらに、2015年2月期における年間の売上高も約4億円の差を付けられて、それ以降後塵を拝することになった。
名古屋パルコが隣接しており、パルコがJ.フロント リテイリングの子会社となって以降は、名古屋パルコとクリアランスセールのコラボレーションを全国に先行して行っている。
ヨドバシカメラが南館4～6階に出店することが発表され、2015年10月29日にオープンした。
北館は紳士服・紳士用品フロアを集約し、2016年4月21日に「GENTA（ジェンタ）」にリニューアルした。
南館のH&Mは2022年5月8日に閉店、跡地にはハンズが同年11月2日に開店した。
ギフトショップ
安城ギフトショップ　安城市三河安城本町一丁目29番地
半田ギフトショップ　半田市山代町一丁目106番地1

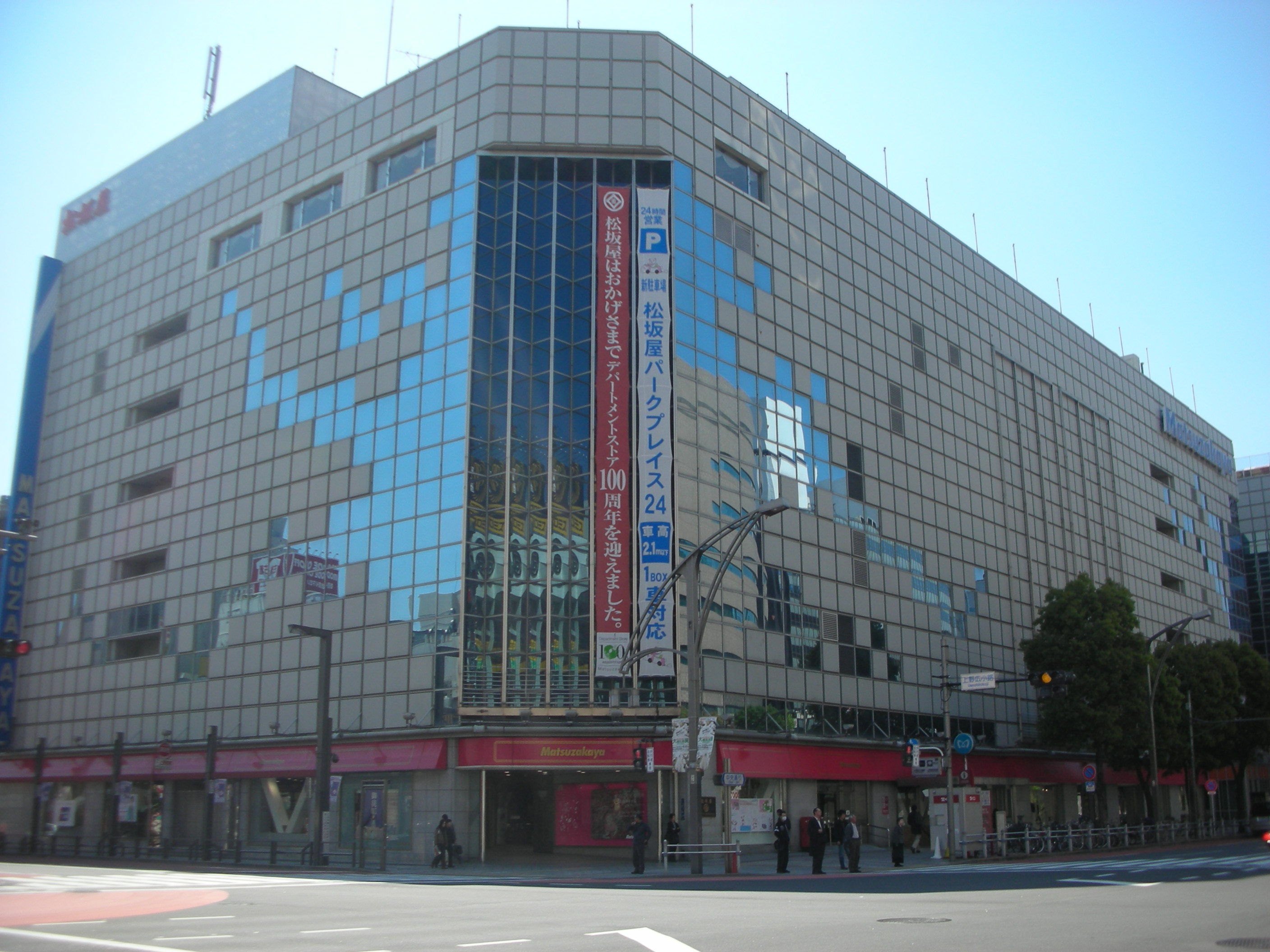
上野店（東京都台東区）

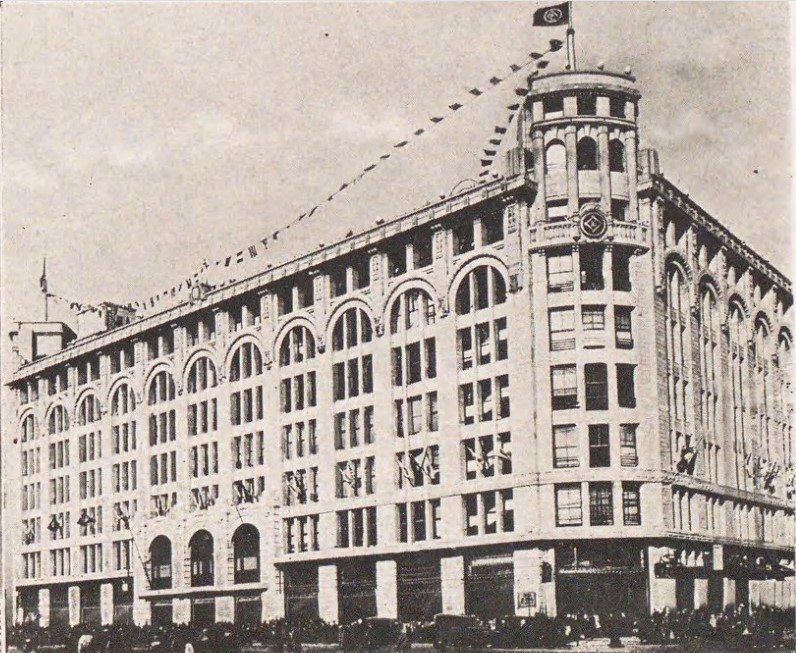
1920年代末の上野松坂屋

### 上野店

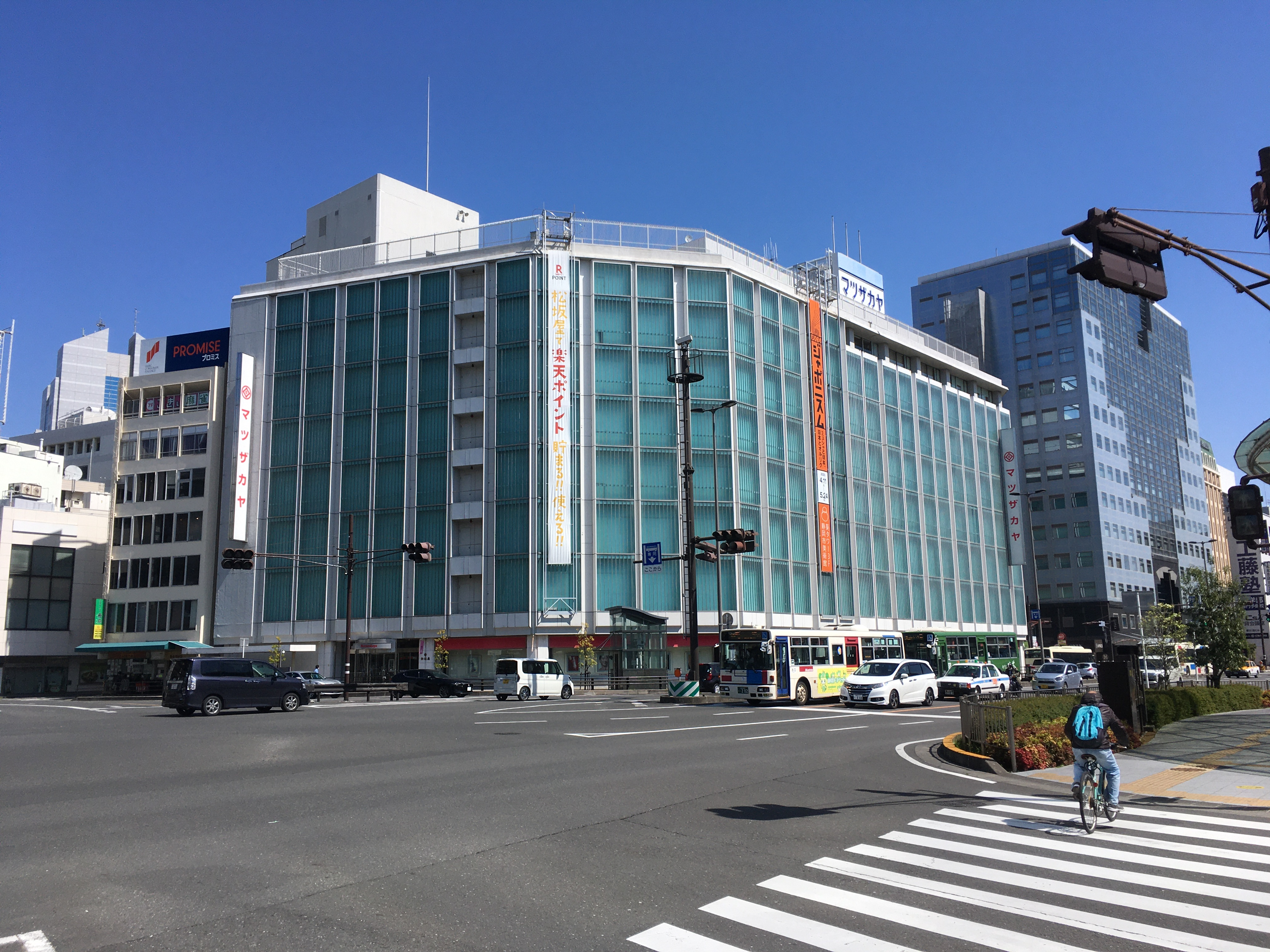
静岡店（静岡県静岡市葵区）

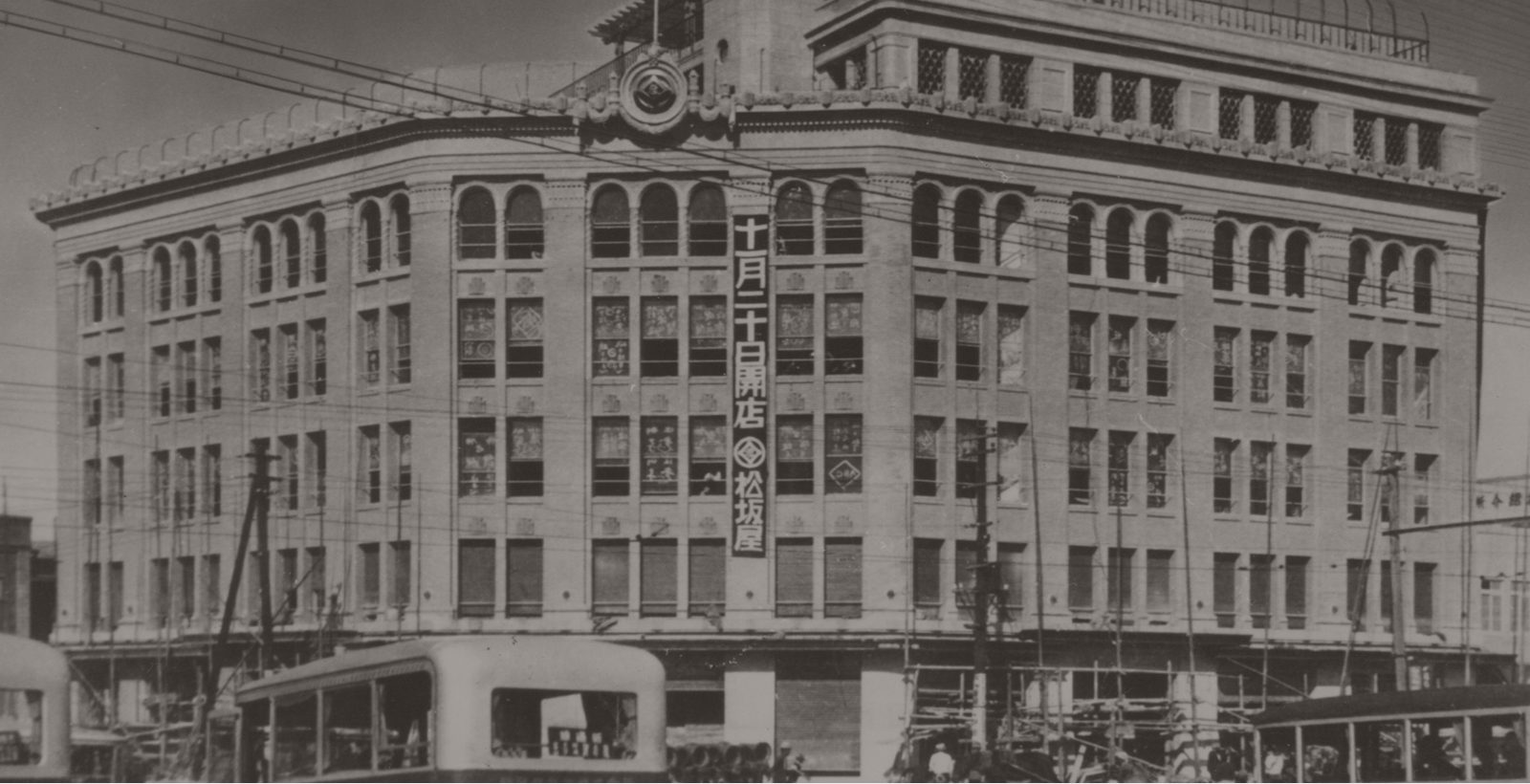
1930年代の静岡店旧本館

1768年　松坂屋買収。「いとう松坂屋」
東京都台東区上野三丁目29番5号
JR御徒町駅（上野広小路駅・上野御徒町駅）前に所在。東京において江戸時代から現在まで同一の場所で続く百貨店は、三越日本橋本店と当店のみである。
また、大丸松坂屋百貨店の直営店舗も、東京且つ関東地区では現在、当店と大丸東京店の2店のみとなっている。
1830年　「東都名所上野広小路之図」に記載される。
1855年　安政の大地震 直ちに再建。
1868年　彰義隊と官軍による上野戦争 官軍の本営になった。
1907年　上野店を「合資会社松坂屋いとう呉服店」に改組。座売りを陳列式建売りに改め、呉服に加え、雑貨、家庭用品なども扱い始めた。
1917年　新本館（6,600m2）完成。
1923年　関東大震災により全焼。1か月後に仮営業所、2か月後には仮店舗を立ち上げた。
1929年　本館再建。エレベーター10基設置。日本初のエレベーターガールを配置。民間初の自動交換式電話を設置。
1930年1月1日　地下鉄上野広小路駅と地下売場が直結。
1931年　大食堂にお子様ランチが登場。
1944年1月　食糧事情悪化のため大食堂が雑炊食堂となった。
1951年7月20日　店に脅迫状が届く中、5階家具売り場で放火事件が発生。店員の手により鎮火。
1957年　南館（地下3階、地上7階）を増築。売場面積は本館と合わせて、35,213m2に達した。
2014年3月11日 南館の営業終了。南館は取り壊した上で23階建の複合ビルに建て替え、メインテナントとしてパルコとTOHOシネマズが入居。
2017年11月4日 新南館「上野フロンティアタワー」開業。上野店は地下1階のみ入居。

### 静岡店
1932年　「東海髄一の実用百貨店」として総面積6200m2で開業。
静岡市葵区御幸町10番地の2
JR静岡駅前に所在。静岡駅北口から横断地下道で直結
店舗面積25,452m2。本館と北館で構成。
1940年　静岡大火の被害に遭い店舗が焼失。被災後2年3か月後の1942年に復興開店。
1945年　静岡大空襲により再び焼失。
1957年　本館外装改修工事に入る。翌年1957年に完成。
1971年　本館全面建替え完成、本館は現在の姿に至る。屋上遊園地や噴水庭園も誕生。
1996年9月　本館北側の駐車場兼事務所部分に北館が完成し、鉄筋コンクリート構造地下2階、地上7階の同市最大の百貨店になった。
静岡伊勢丹・西武静岡店（閉店、後に静岡パルコ）・丸井静岡店（コロナショックにより2021年閉店）と並ぶ静岡市中心部の老舗百貨店であり、静岡駅北口と地下道で接続している。売上高は1997年度は、347億円を計上した。
しかし近年は長引く消費不振や新静岡セノバ等近距離徒歩圏内にある近隣7つの大型商業施設との競争激化（オーバーストア）により売上高は減少傾向にあり、2011年度は229億円、コロナ感染拡大した2020年度は約149億円まで落ち込んでいる。
2021年11月17日に同店全フロアを24年春にかけて刷新する、25年ぶりの全館リニューアルを発表した。リニューアルの目玉として三年間で総事業費17億円をかけ本館7階全フロア（約1800平方メートル）を使用する日本初の百貨店都市型アクアリウム（水族館）を新設した。
ギフトショップ
富士ギフトショップ　富士市永田町二丁目51番地の2

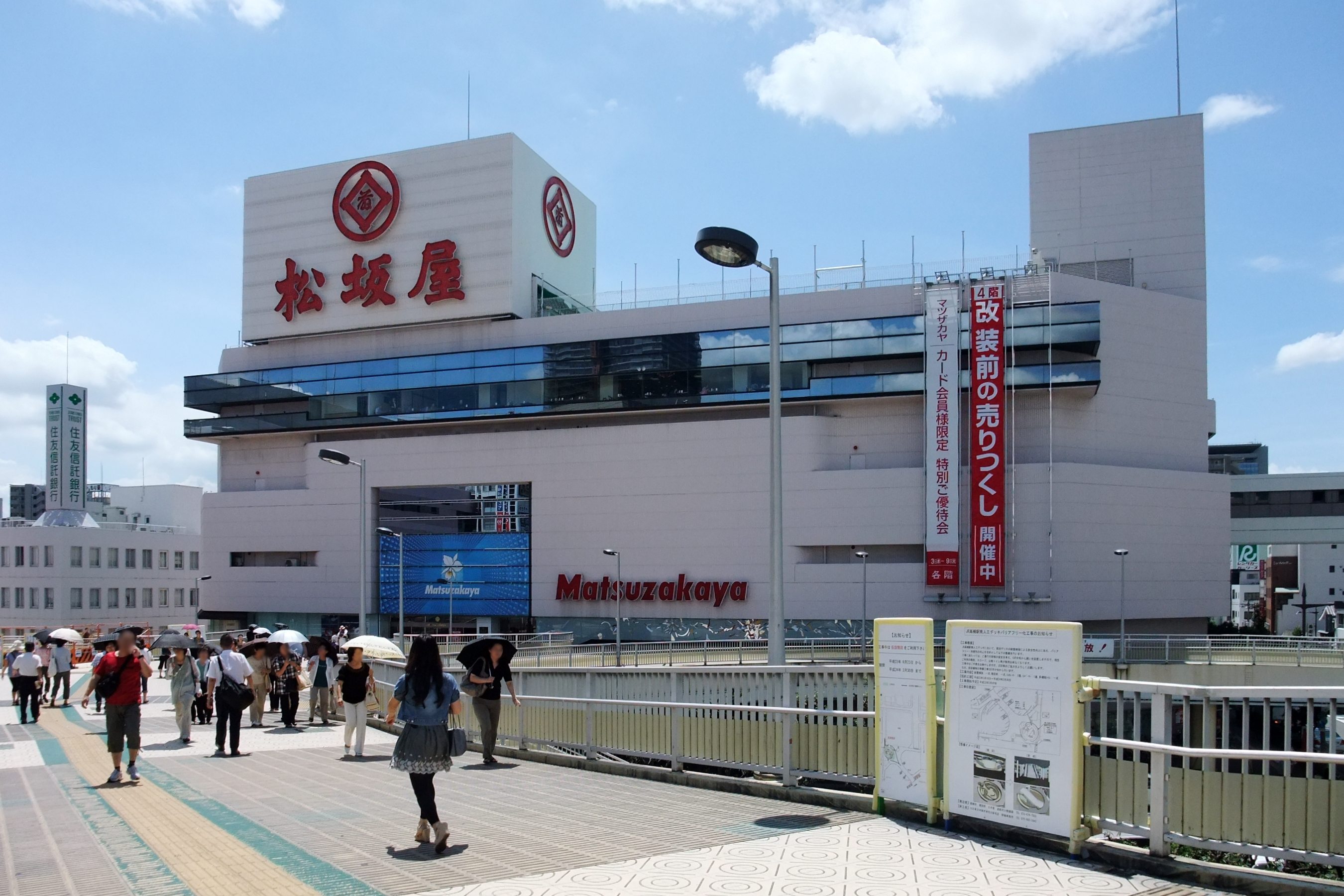
高槻店（大阪府高槻市）

### 高槻店
1979年11月1日開店：大阪府高槻市紺屋町2番1号（グリーンプラザたかつき2号館）
JR京都線高槻駅より徒歩1分。松坂屋で唯一、東海地方ではなく関西地区に位置する店舗。
店舗面積20,642m2。運営上は大丸京都店の分店。高槻駅を挟んで向かい側には高槻阪急（かつての西武高槻店オーロラモール）やアル・プラザ高槻がある。
屋上には屋上遊園地のスカイランドがある。

## 過去に存在した店舗

### 直営店

#### 銀座店
1924年開店、2013年閉店。

関東大震災の翌年（大正13年）12月、尾張町（現銀座6丁目）の国光生命ビルを借り受けて開店した。銀座地区最古参の百貨店であり、初めて土足入店を行った百貨店でもある。1925年には屋上に動物園を開園し、ライオンや豹を飼育した。第二次世界大戦中、1945年5月の空襲により地下1階など一部を残して焼失、6月に営業を再開。終戦後、特殊慰安施設協会により地階3階に進駐軍向けのダンスホール「Oasys of Ginza」が置かれた時期もある。1951年、戦争により中断していた増築工事を再開し、翌年完成した。東京オリンピック直前の1964年にも新装開店。
店舗面積25,352m2。本館と別館で構成。
「J.フロント リテイリング」の登記上の本店だが、事務所は八重洲二丁目。
2013年の閉店理由は赤字ではなく、建物の老朽化による建て替えであり、隣接するビルなどと一緒に再開発を実施することになった。地上13階、地下6階建てのオフィスと商業施設が入居する複合ビルを開発する事になり、2014年4月2日に工事着工した。商業エリアについては、土地を森ビルや住友商事に売却し、専門店を主体とする施設を運営させるとしている。2016年11月に竣工。公式ホームページでは「一旦営業を終了しました」と記載され、完全閉店ではなく、あくまで松坂屋 銀座店として再出店する予定だった。しかし、2015年にJ.フロント リテイリングが新商業施設に百貨店の直営売場を設けない方針を正式に決定したため、「松坂屋 銀座店」として復活することができなくなった。2017年(平成29年)4月20日に、GINZA SIXとして開業。

#### 市川店
1977年、上野店の分店として開店。1999年8月22日 閉店。地下1階地上5階のビルを借り、売り場面積は5082m2であった。売上高ピークは28億円（1992年2月期）。郊外の大型店との競争激化や消費不況などで業績が低迷し、1999年2月期には売上高が13億6800万円（営業赤字3億円）に落ち込み、業績の向上が見込めないことを理由に閉店した。
千葉県市川市市川1-5-17 道口ビル（JR総武線市川駅北口　千葉街道沿い）
同ビルには2000年3月1日 オリンピック市川店が開店。
地元の中学・高校の学生服の取引があるため、閉店後隣地の市川グランドホテルに「市川ギフトショップ」を開設（330m2）するも2008年閉店。現在は「外商市川出張所」及び「市川学生服プラザ」として営業。
市川市市川1-3-18 明治安田生命市川ビル2階。

#### 名古屋駅店

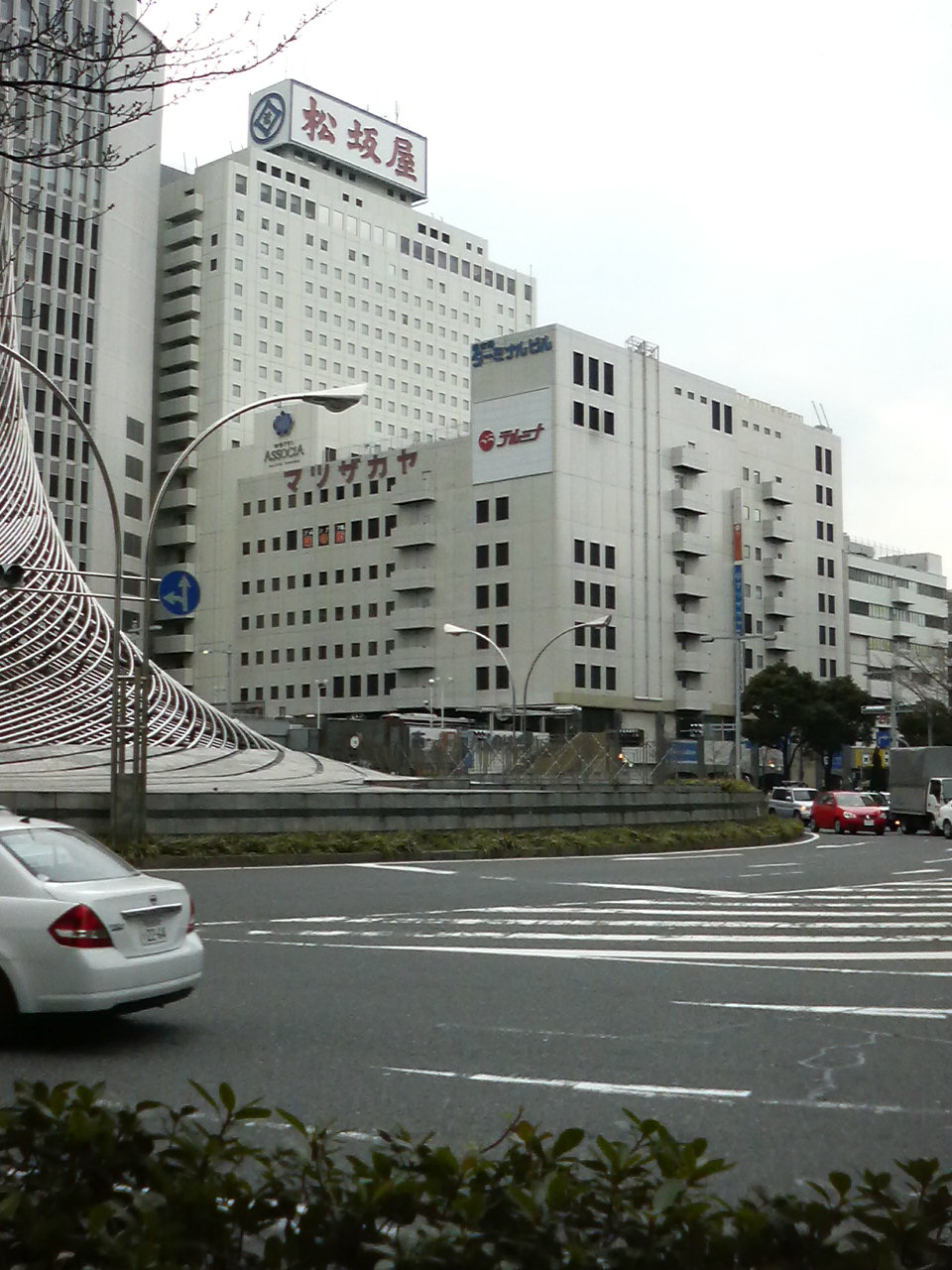
名古屋駅店（現在は解体）

1974年 開店。2010年8月29日 閉店。
名古屋市中村区名駅1-1-2　名古屋ターミナルビル。店舗面積16,521m2。
呼称は「ナゴヤエキ店」。地元では「駅店」「名駅店」とも呼ばれた。
JR東海による同ビル建替え構想の浮上に伴い、新ビルへの再出店に向けJR東海と交渉を続けたものの売り場面積などの条件が折り合わず、ターミナルビル解体工事の着手に合わせるため、2010年に撤退した。
当初、新ビルの開業する2017年前後の経営環境によっては再出店の可能性も残すとしていたが、バブル崩壊後のJRセントラルタワーズの百貨店誘致問題をめぐりJR東海との間に軋轢が生じた経緯もあるためか、最終的に両者が手を組むことはなかった。同時に、同地区への再出店もしないことを正式に決定した。
なお、松坂屋の再出店計画の断念を受けて、新ビルの百貨店部分としてジェイアール名古屋タカシマヤが増床オープンされた。詳細はJRゲートタワーを参照の事。

#### 岡崎店

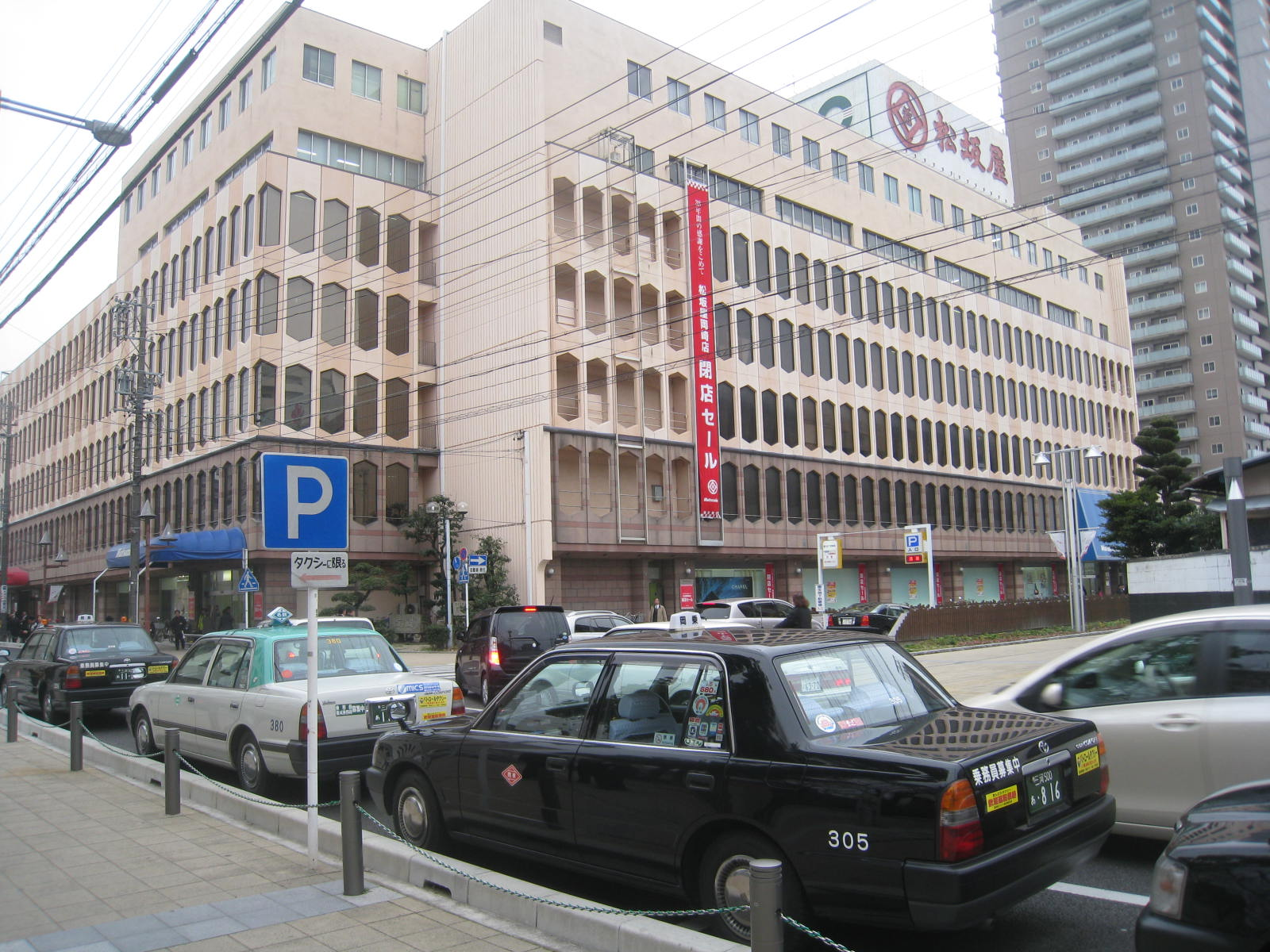
岡崎店（現在は解体）

1971年4月10日 開店。2010年1月31日 閉店。
愛知県岡崎市康生通西3-15-4　岡崎ショッピングセンター クレオ 売場面積11,429mm2。
跡地は、アオキスーパー岡崎康生店が2015年4月21日にオープンした。

#### 四日市店
1991年 開店。2001年5月31日 閉店。
三重県四日市市安島1-3-31　アムスクエア　近鉄四日市駅西口。
松坂屋撤退後暫くアムスクエア単独で営業していたが、2002年7月-2004年11月は空きビルとなっていた。
2005年3月12日　三井不動産グループにより「ララスクエア四日市」（現在のトナリエ四日市）が開業。アピタ四日市店、109シネマズなどが入居。
海外店舗を除くと開店から閉店までの期間が最も短い店舗である。

#### 大阪店

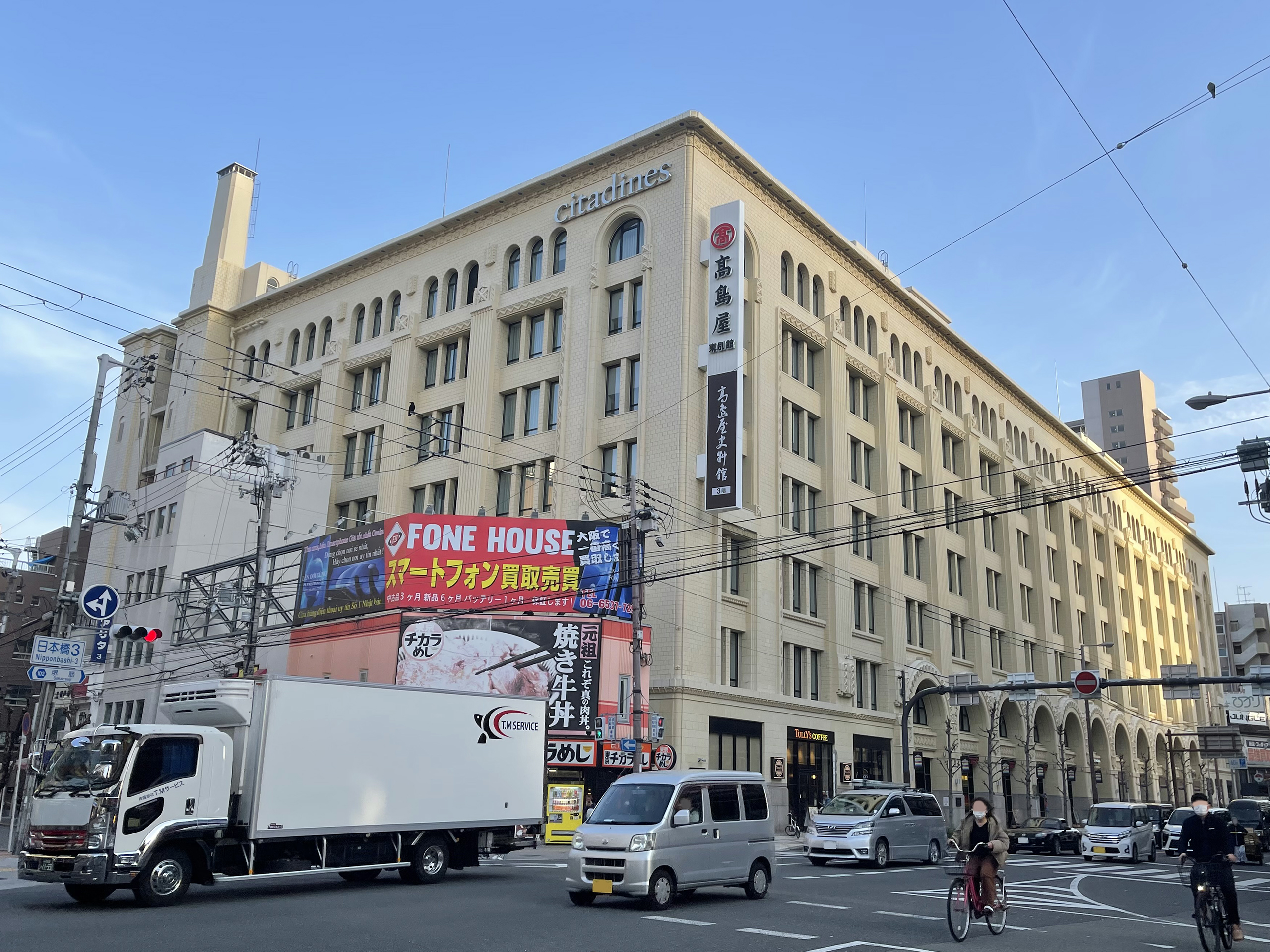
大阪店（1923 - 1966）
（現在は髙島屋東別館）

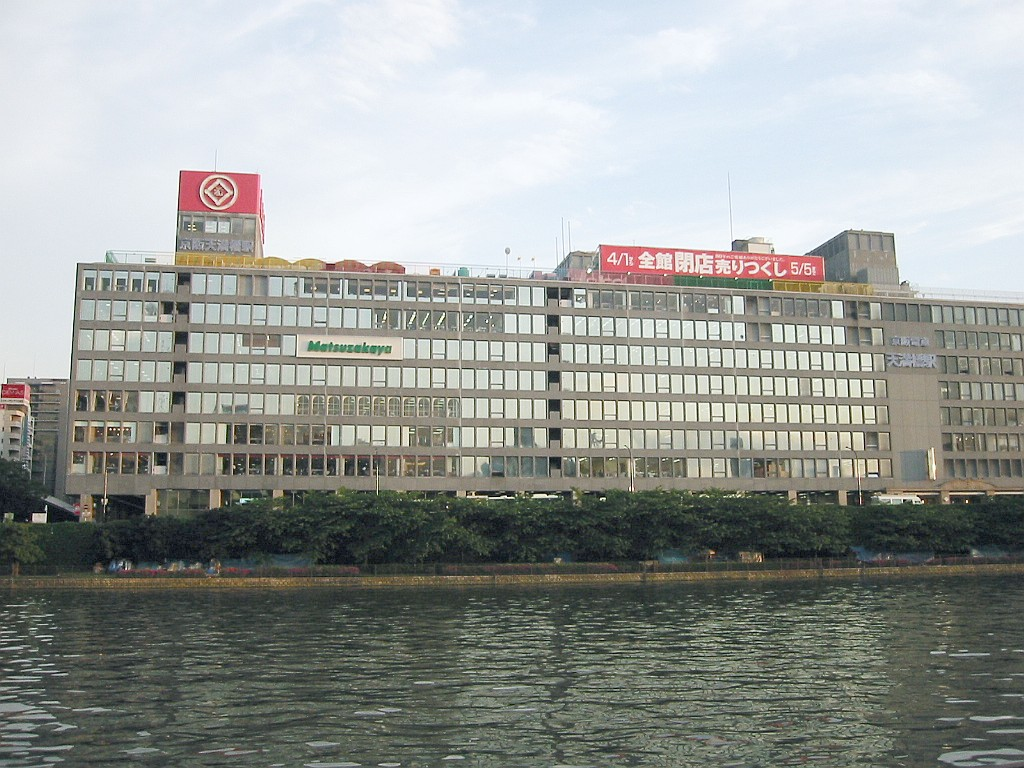
松坂屋大阪店
（1966～2004、現在は京阪シティモール）

1875年 開店、1909年閉店。1923年開店、2004年閉店。
大阪府大阪市中央区天満橋京町1-1。店舗面積30,750m2。
1875年 第1大区高麗橋1丁目（現・中央区高麗橋1丁目）の呉服店「恵比須屋」を買収の上、第3大区新町通3丁目（現・西区新町3丁目）に「ゑびす屋いとう呉服店」設置。
1909年 「ゑびす屋いとう呉服店」を閉鎖。
1923年 南区日本橋筋3丁目（現・浪速区日本橋3丁目）に木造3階建の「松坂屋いとう呉服店大阪店」を開店。
1928年-1937年 大阪店増改築第一期～第三期工事(設計鈴木禎次、施工竹中工務店）。増改築によりSRC造（地上7階・地下3階）の巨大店舗となる。
1960年代前半、市電の廃止に加え近辺に地下鉄駅も開設されないなど周辺の交通環境の悪化で業績を好転させるのは不可能と判断。京阪天満橋駅の地下化に伴い建設される駅ビルの鉄道利用客の需要を見込み、同ビルへの移転を決断。
1964年4月　京阪電鉄、松坂屋、竹中工務店の3社の出資による京阪ビル（株）を設立、京阪天満橋駅の上部と隣接地に地下4階、地上8階の京阪ビルディングの建設を発表。
1966年10月1日、東区京橋2丁目（現・中央区天満橋京町）に移転。
「桜の通り抜け」や天神祭でも有名な大川沿いに位置し、ガラス張りの休憩室や飲食店からの展望を売りとし、結婚式場や海外旅行サロン・文化催事場・スポーツ用品センターなどを導入し他店との差別化を図った。しかしキタとミナミの大阪市内二大商業地域に人口が集中していた上、天満橋周辺がオフィス街という性格から、人をよびこむことができなかった。総面積も市内の主要百貨店と比べ狭く、川沿いの立地が災いし売場の増床も不可能だった。
1968年、日本橋の旧店舗を髙島屋が竹中工務店より借用し、東別館として使用開始。翌1969年、正式に取得。
1973年、1976年にそれぞれ、ファッション部門を強化。1986年から1988年にかけても全館を改装、食品フロアを「グルメ館」として再編。。
1996年、長堀鶴見緑地線の京橋 - 心斎橋間の開通により、多くの人が心斎橋に流れた。
1998年、全館のうち5フロアを女性ファッションフロアに特化して新装開店、1997年から1999年にかけ食料品フロアを「食彩館」として再編。若者向けの改装のほか人気テナントの導入や業態転換などの方針がとられたが、失敗に終わったとされる。
2003年10月21日、閉店発表。以前より松坂屋より京阪側に撤退を含めて検討したいとの要望が出されていたのをきっかけに、岡田邦彦社長（当時）が「競合店が次々とでき、今後、商圏を大きく奪われる。投資しても回収が見込めない状況だ」と述べた。
2004年5月5日、閉店。移転後ただの一度も黒字化を果たせない店舗となった。幾多の改装などを行うなどの努力をしてきたにもかかわらず、実を結ぶことはできなかった。
閉店後、この京阪ビルディングのうち松坂屋が所有している土地、建物を京阪側に売却。京阪による大規模な改装工事が行われたのち、2004年11月25日に地下2階の食品売り場である「デリスタ」が先行オープンし、その後2005年5月27日に「京阪シティモール」がオープンした。
2021年、日本橋3丁目の旧店舗（髙島屋東別館）が重要文化財に指定された。

#### くずは店
1974年 開店。2004年3月31日 閉店。
大阪府枚方市楠葉花園町15-1　くずはモール街。
モール街のオープン（1972年）より2年遅れて開店、当時の松坂屋の店舗で最も売場面積が狭かった。大阪店の閉店に合わせて閉店。
閉店後、建物はくずはモール西館となっていたが、くずはモールの増床リニューアルに伴い2012年6月末で閉鎖され、解体された。
なお、くずはモール内の百貨店としては本館（現・ミドリノモール）には2005年(平成17年)4月14日に京阪百貨店くずはモール店が開店している。
枚方市内の百貨店としては他に枚方市駅前で三越枚方店（2005年閉店）や近鉄百貨店枚方店（旧ひらかた丸物2012年閉店）が営業していたが、現在は上記と枚方市駅高架下の2店舗を構える京阪百貨店のみが営業している。

#### 豊田店

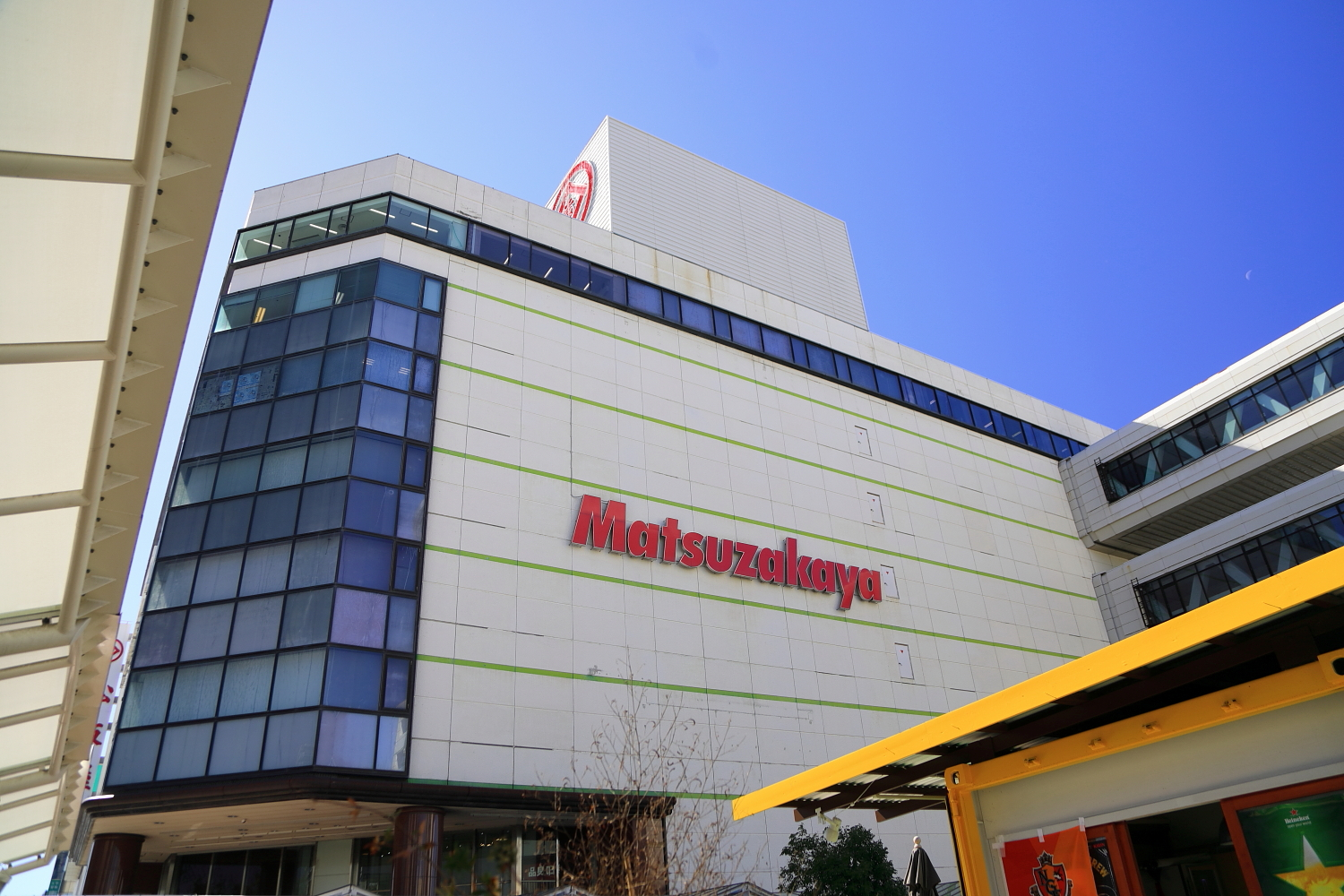
豊田店（現在はT-FACE）

2001年開店2021年9月30日 閉店：愛知県豊田市西町六丁目85-1　T-FACE
（名鉄三河線豊田市駅・愛知環状鉄道新豊田駅間）店舗面積18,220m2。
豊田そごうの後継として開業。本店（のち名古屋店に改称）の分店化するなどのコスト削減により黒字転換したが、利益率が低下したため2021年9月30日に閉店した。跡地の一部には名古屋三越が食料品や化粧品などを扱う「三越豊田店」を2022年4月22日に開業した。
三河エリアでは、ほの国百貨店（旧・豊橋丸栄）が2020年3月15日に、西武岡崎店（イオンモール岡崎内）が同年8月末にそれぞれ閉店し、当店の閉店により愛知県三河地域から百貨店が一旦消滅していたが、上記の通り当店跡の一部に名古屋三越豊田店が、旧西武岡崎店跡にはジェイアール名古屋タカシマヤを運営するジェイアール東海高島屋が2022年3月15日にデパ地下型食料品店舗の「ジェイアール名古屋タカシマヤ フードメゾン 岡崎店」がそれぞれオープンした。

#### ギフトショップ
- せんげん台ギフトショップ(埼玉県越谷市): 上野店の運営。
- 清水ギフトショップ(静岡市清水区): 静岡店の運営。
- 焼津ギフトショップ(静岡県焼津市): 静岡店の運営。2014年1月31日閉店[52]。
- 豊橋ギフトショップ(愛知県豊橋市): 名古屋店の運営。現在の建物はコインランドリー「てるてるぼうず」。
- 小牧ギフトショップ(愛知県小牧市): 名古屋店の運営。現在の建物は「やまや小牧店」。
- 多治見ギフトショップ(岐阜県多治見市): 名古屋店の運営。
- 大垣ギフトショップ(岐阜県大垣市): 名古屋店の運営。
- 高山ギフトショップ(岐阜県高山市): 名古屋店の運営。
- 各務原ギフトショップ(岐阜県各務原市): 名古屋店の運営。

#### 京都仕入店

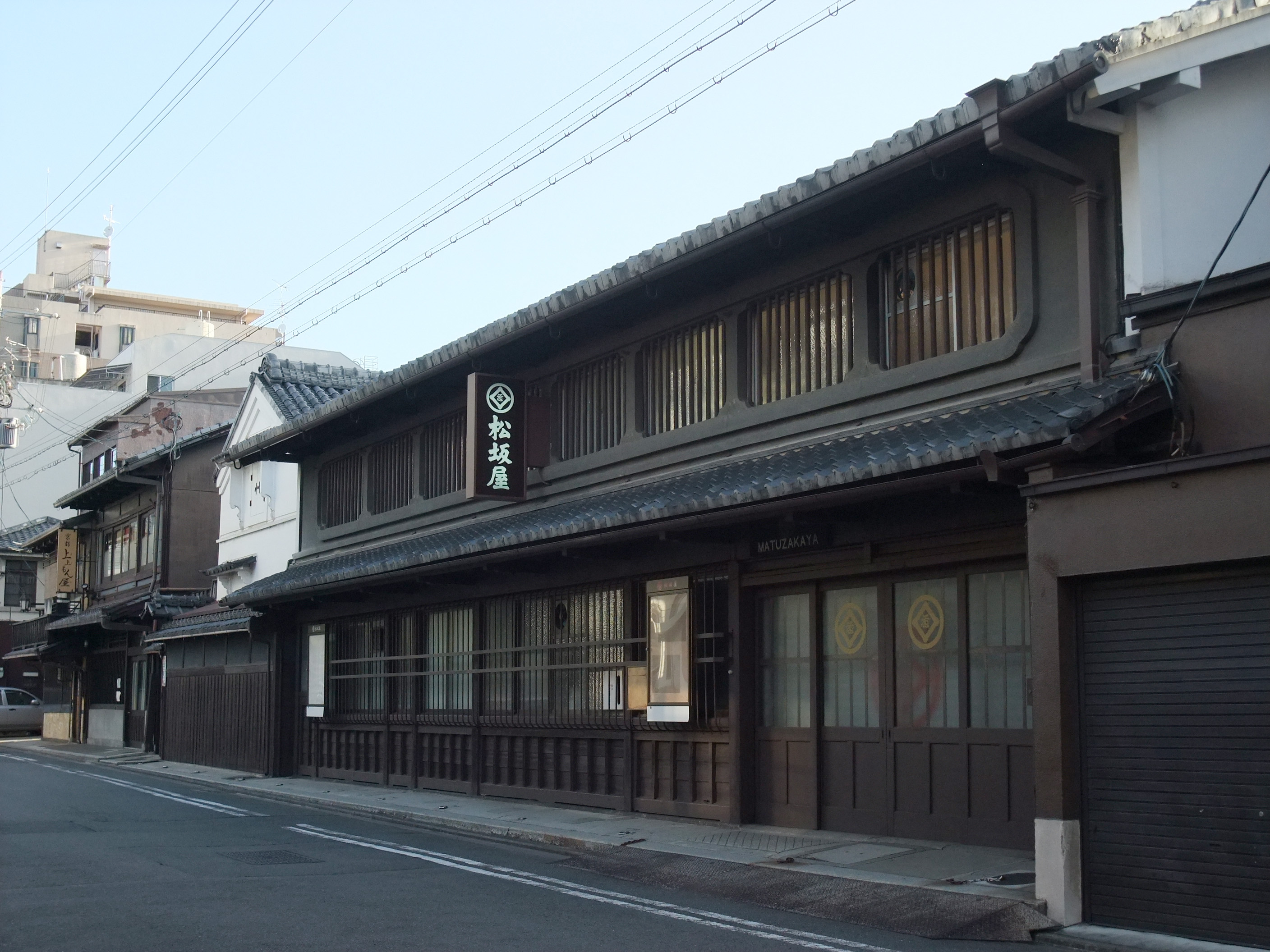
松坂屋京都仕入店（現在は解体）

1745年 開設。2010年8月31日 閉鎖。

1745年、室町姉小路に開設。1749年、現在の新町六角通下ル（京都市中京区）に移転。この界隈が呉服の問屋街であることから、呉服を仕入れるために設けられた店舗であるといえる。1902年に建てられた建物は、昔ながらのたたずまいを見ることができた。染織デザインの研究所（京都事業所）となった後2010年8月末で閉鎖され、2012年に解体。
跡地には三井ガーデンホテル京都新町 別邸が2014年3月25日にオープンした。このホテルでは京都仕入店のファサードイメージを再生させたデザインを外観に、旧建物の梁を内装に、それぞれ取り入れている。

### 提携店

#### 札幌松坂屋
1974年6月8日、開店。1994年3月31日 グループ離脱。
札幌市中央区南4条西4丁目1番地（ススキノ十字街ビル）

札幌市の歓楽街であるすすきのの市街地再開発ビルに、工事を請け負った竹中工務店の誘致を受けて、同社と松坂屋が折半出資で1972年1月11日に「株式会社札幌松坂屋」を設立。
アカシアの花白くいま開く松坂屋というキャッチフレーズのもと、道内一の歓楽街すすきのに出店し、すすきのを夜の街から昼の街へと変えるとして話題となったが目論見ははずれ大幅な赤字が続いた。
1978年（昭和53年）9月にイトーヨーカ堂と提携して再建を図ることとなる。
1979年（昭和54年）2月1日に閉店、札幌松坂屋としての営業を終了。
1979年（昭和54年）4月28日、イトーヨーカ堂との合弁により「ヨークマツザカヤ」として開店。
1994年3月、松坂屋グループを離脱し「ロビンソン百貨店」札幌店としてイトーヨーカ堂グループの傘下に完全に移行。
2009年3月26日に全館ファッションビル「ススキノラフィラ」として新装オープン。
2020年5月18日　ビルの老朽化や耐震性不足に伴い閉館。札幌松坂屋時代から続いた46年の歴史に幕を下ろした。

#### 山形松坂屋
1956年2月開店。2000年8月20日 閉店。
山形市七日町2-7-10。
1956年2月、地元商店街の共同組合方式で「丸久」として開業。山形市七日町2-7-2（後の「セブンプラザ」となり、2017年7月閉店。現在は高層マンション「デュオヒルズ山形七日町タワー」となる）
1971年1月、松坂屋と業務提携を締結。
1973年1月、「丸久松坂屋」に商号を変更。同年3月、隣地へ移転。
当時のイメージキャラクターは江原真二郎・中原ひとみ一家。山形市内では江原ファミリーの印刷されたはがきが販促品として配布された。キャッチコピーは「ちょっとおしゃれな丸久松坂屋」、イメージCMは市内平清水からの撮影。
1980年3月、「山形松坂屋」に社名変更。キャッチコピーは「ふれあい山形松坂屋」
1973年度以降は当期赤字を計上しており、1975年8月期からは債務超過の状態が続いていた。松坂屋から人材の派遣や婦人服売り場の強化など売り場の見直しに取り組んだものの功を奏さず、2000年2月にグループ企業の整理を進める松坂屋からこれ以上経営を続けても損失の回復が望めないと最後通牒を通告され、会社解散を決定した。
2000年8月20日閉店。
2002年6月29日、旧山形松坂屋が入居していたビルを川崎市に本社を置く東邦エンタープライズが取得の上、改装し「ナナ・ビーンズ」として開業。1 - 3階は民間フロア、4 - 8階は公共フロア、ビジネスホテル「ステイ・イン七日町」を併設した。
2017年3月、七日町通り沿いの3 - 7階に入居していた公的施設が同年3月末で撤退するため、東邦エンタープライズは3 - 6階部分をビジネスホテルに改装し、残りの部分はオフィススペースとして貸し出す方針を明らかにした。

#### 横浜松坂屋

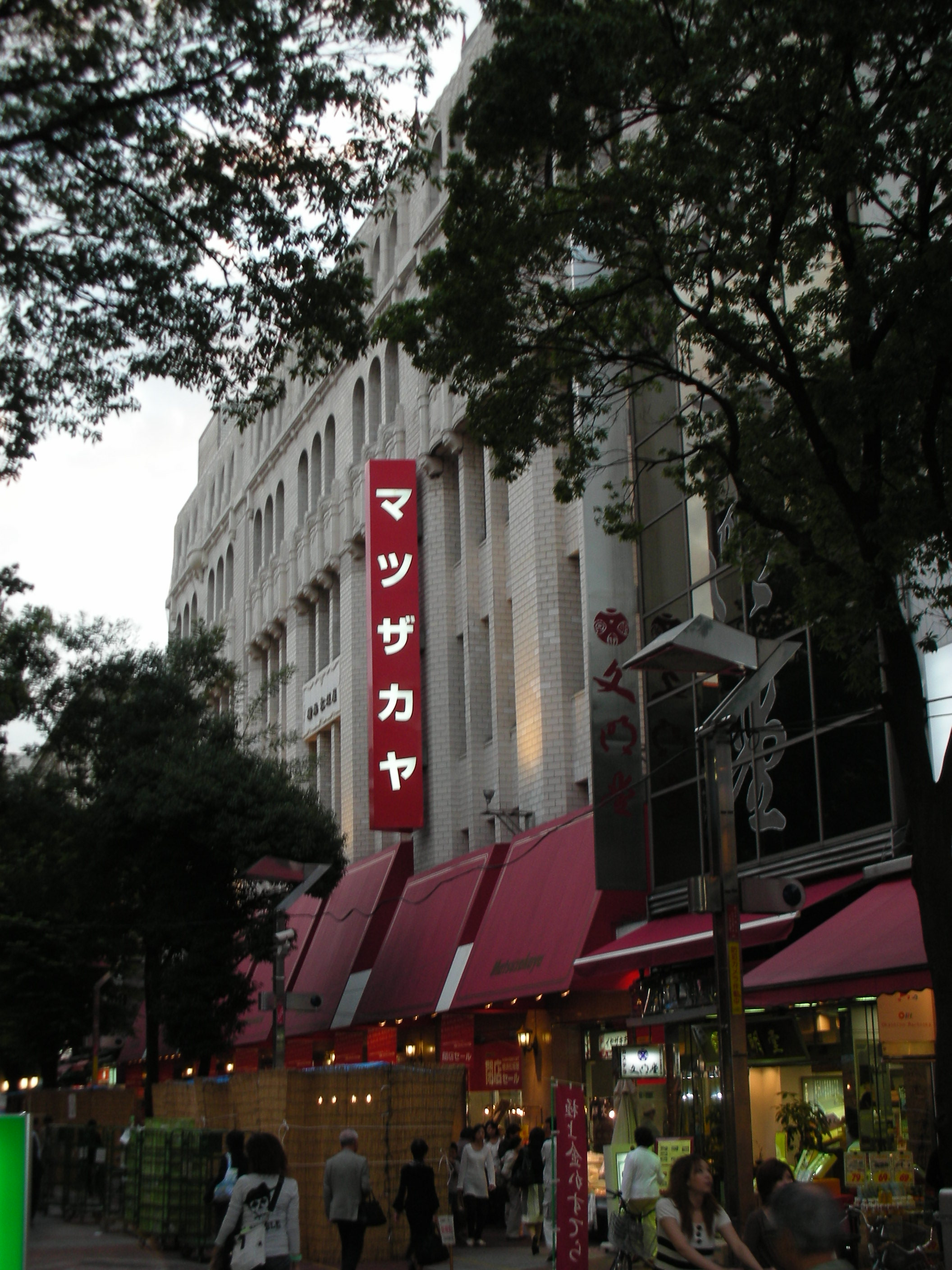
横浜松坂屋

1910年11月1日開店。2008年10月26日 閉店。
横浜市中区伊勢佐木町1-5。店舗面積約17,000m2。
1864年「野澤屋呉服店」創業。横浜市中区弁天通。
1910年11月1日　「野澤屋」百貨店開業。
1920年 親会社の茂木合名会社が第一次世界大戦後の反動恐慌により倒産、松坂屋などの出資を仰いで株式会社野澤屋呉服店を設立。
1927年には社名から呉服店を外して株式会社野澤屋に改名。昭和初期には時代のモダニズムを象徴する横浜の代表的百貨店に成長する。
1952年に相模鉄道より横浜駅西口への出店依頼を受けるが、戦時中と戦後の接収の影響による資金不足を理由に辞退。出店した高島屋ストア(1956年開店)→横浜高島屋(1959年に百貨店化)が野澤屋の2.6倍以上の売上となり大きな脅威となる。その後も横浜駅周辺に百貨店などの商業施設の集積が進み、野澤屋のある伊勢佐木町は集客力を奪われていくことになった。
1968年 松坂屋と共同配送を開始。商品券の交換など、元来松坂屋とは友好関係を築いていた。
1974年 松坂屋との資本提携により「ノザワ松坂屋」に社名変更。横浜駅西口の繁栄と伊勢佐木町の地盤沈下が重なり、業績は年々低迷。グリーンメーラーとして知られた横井英樹が株式買い占めを行い、乗っ取り騒動となる。この時松坂屋がホワイトナイトとして防戦買いに協力した結果、松坂屋が筆頭株主となった。
1977年　松屋横浜店の撤退に伴い、松屋の土地建物を買収して西館として運営し、野澤屋以来の店舗（本館）との間に連絡橋を架設。「横浜松坂屋」に社名変更。
1984年2月期から売上高ピークとなった1991年2月期を含め、25年連続で営業赤字が続く。
2003年2月の松坂屋の完全子会社となる。
2008年6月24日　同年2月期にて累積赤字が22億円となり、店舗の老朽化に伴う耐震補強などの追加投資の回収や累積赤字解消の目処が立たないとして閉店を発表。
2008年10月26日　閉店。
2009年の開国博Y150期間中には、1階玄関付近の一部が観光案内所として使用された。
2010年　店舗解体。
2012年2月8日　大丸コム開発運営の「カトレヤプラザ伊勢佐木」としてオープン。

#### その他提携店
扇屋（千葉）、ほていや百貨店（上田）とも商品提携をしていたが、2社ともジャスコグループ（現イオングループ）入りし関係は解消されている。

### 海外店舗

#### 松坂屋百貨(香港)
不動産大手恒隆グループとの合弁会社「松坂屋百貨公司」の運営。恒隆は白洋舍とも業務提携。センターには和民なども出店している。
- 銅鑼灣（コーズウェイベイ）店

百德新街（パターソン・ストリート）恒隆中心（ハンルン・センター）内 1975年4月開店。1998年8月31日閉店。6,200m2。
- 金鐘（アドミラリティ）店　1981年9月開店。小型店1,020m2[68]。

香港返還前後の家賃高騰により1998年全面撤退。

#### パリ松坂屋
Galeries Lafayette, 40 boulevard Haussmann Paris France
パリ オスマン地区 ギャラリー・ラファイエット百貨店内(65m2)
1978年3月　日本人観光客向け「免税書類作成手続き委託契約」によりカウンター開設。
2005年8月31日　契約満了により撤退。
ロサンゼルス松坂屋
Weller Court, 123 Astronaut Ellison S Onizuka Street, Los Angeles, California USA
リトルトーキョー地区 ウエラーコート内
1980年10月 ホテルニューオータニロサンゼルスに隣接し完成したショッピングセンター・ウエラーコートにキーテナントとして出店。1階にファッション用品、2階に赤坂飯店を配する。
2000年8月 閉店。

#### サンフランシスコ松坂屋
San Francisco Centre, 865 Market Street, San Francisco, CA USA
サンフランシスコセンター（現エンポリアムセンター・サンフランシスコ）1階
1989年12月 開店。
1995年2月 閉店。

## 松坂屋美術館
松坂屋名古屋本店南館7階にある美術館（北緯35度9分52.1秒 東経136度54分28.5秒 / 北緯35.164472度 東経136.907917度）。1991年、南館のオープンに伴い開館した。所蔵品は保有していないが、国内外の様々なジャンルの展覧会を開催している。
また、同フロアには松坂屋史料室があり、こちらは松坂屋の歴史に関する展覧会を開催している。合併に伴い、一般財団法人 J.フロント リテイリング史料館の運営となった。

## 提供番組
- 0時半です松坂屋ですカトレヤミュージックです - 1965年から2008年までCBCラジオで放送されていた松坂屋1社提供の音楽番組。名古屋店南館1階オルガン広場から公開生放送を行っていた。
- 深夜です松坂屋です大人のカトレヤミュージックです - 2019年10月からCBCラジオで放送が始まった音楽番組[76]。前述の『0時半です松坂屋ですカトレヤミュージックです』の放送時間を変更し、装い新たに復活させたもの[76]。
- 健太君の探偵 - 1957年から1962年までCBCテレビで放送されていた、松坂屋提供の子供向け推理探偵番組。
- アーノルド坊やは人気者（CBCテレビ制作、海外ドラマ、中京ローカル）
- CBCニュースワイド（CBCテレビ、土曜日）
- FNN東海テレビスーパータイム（東海テレビ）
- イッポウ（CBCテレビ、月曜日）
- キャッチ!（中京テレビ、火曜日）
- 目方でドーン!（日本テレビ、関東ローカル・1社提供）
- NNN昼のニュース（日本テレビ、平日・関東ローカル）
- やじうま寄席（日本テレビ）
- お笑いスター誕生!!（日本テレビ）
- FNNニュースレポート11:30→FNNスピーク（フジテレビ）
- NNNきょうのニュース→NNNライブオンネットワーク→NNNニュースプラス1(日本テレビ、月·水·金のスポンサー)